# 乌克兰
乌克兰（羅馬化：Ukraina，發音：[ʊkrɐˈjinɐ] ⓘ）是位於東歐的共和制國家，南接黑海，東連俄羅斯，北與白俄羅斯毗邻，西與波蘭、斯洛伐克、匈牙利、羅馬尼亞和摩尔多瓦諸國相連。全國劃分為24個州，1個自治共和國，2個特殊地位城市（直轄市）。首都基輔。人口4,117萬人。
烏克蘭全國面積達60.37萬平方千米，為全歐洲第二廣大的國家。由大部分是平原的國土和西南部一部份喀爾巴阡山脈組成，主要河流有第聶伯河、南布格河、頓涅茨河和德涅斯特河，關鍵水力資源豐富，農業用地佔比可高達七成，肥沃的黑土佔耕地面積也達到64%，地勢平緩交通便捷，生產豐富農作被美譽為「歐洲糧倉」、「東歐糧倉」、「蘇聯的麵包籃子」。相較之下礦產方面分佈則不均勻，主要只集中在東南部地區的頓涅茨克盆地，這裡蘊藏量巨大，歷史上是整個歐洲主要的重工業和採礦、冶金基地，開採精煉礦石和煤炭，用於生產天然氣、石油、鋼鐵等加工產品。
在9世紀時，以烏克蘭首都基輔為中心，古代東斯拉夫人建立了第一個東斯拉夫國家基輔羅斯，曾一度十分強盛，直至12世紀蒙古人入侵後分裂。自14世紀中葉起，烏克蘭被金帳汗國、波蘭王國和立陶宛大公國先後統治。1648年，乌克兰大起义爆发，乌克兰哥萨克酋长国建立。1654年，乌克兰与俄罗斯沙皇国签订《佩列亚斯拉夫条约》，成为俄罗斯保护国，但仍保有自身独立政府和军队。此后，俄罗斯不断削弱乌克兰哥萨克国的独立性，1764年，俄罗斯帝国彻底吞并乌克兰。
到19世紀時，烏克蘭大部歸屬於俄羅斯帝國，其餘部分為奧匈帝國和波蘭領土。19世纪中后期，乌克兰民族文学运动兴起，乌克兰民族思想得到传播。在第一次世界大戰和俄國革命的混亂時期，烏克蘭曾在1917年至1921年短暫獨立。在烏克蘭內戰後，烏克蘭蘇維埃社會主義共和國在1922年成為了蘇聯創始加盟共和國之一。隨後直至第二次世界大戰結束後，原為波蘭統治的西烏克蘭併入蘇維埃烏克蘭。在1945年，烏克蘭成為聯合國創始國之一。1954年，在蘇聯共產黨第一書記尼基塔·赫魯雪夫主導下，蘇聯最高蘇維埃以“紀念烏克蘭和俄羅斯統一300週年紀念日”的名義，將克里米亞由俄羅斯劃歸給烏克蘭。1945年，外喀爾巴阡在二戰後與烏克蘭重新合併。1954年，克里米亞半島被劃歸烏克蘭。作為兵家必爭之地，埋下了許多衝突的種子。
1991年8月24日，烏克蘭宣佈從蘇聯獨立。獨立後，克拉夫丘克任首任總統，烏克蘭出現惡性通貨膨脹，最嚴重時通脹率達10256%。2004年，乌克兰国内因總統選舉存在争议而爆發橙色革命。2014年，乌克兰爆发广场革命，示威者成功推翻了亲俄的亚努科维奇政府，俄罗斯随即派兵占领乌克兰的克里米亚半岛以及顿巴斯部分地区，并在顿巴斯扶持两个亲俄政权，顿巴斯战争爆发。2022年，俄罗斯发动以特别军事行动为名的全面战争入侵乌克兰，并在2022年9月于乌克兰部分地区举行不受国际承认的入俄公投，宣布顿涅茨克、卢甘斯克、扎波罗热、赫尔松四州并入俄罗斯领土。全面战争延续至今，有约20%的乌克兰领土处于俄罗斯控制之下。

## 名称
“乌克兰”一词通常被认为来自古教會斯拉夫語中“边疆”一词。也有说法认为“乌克兰”一词的意思是“地区”或“国家”。

## 历史

### 上古時期
在舊石器時代中期（50萬-10萬年前左右），烏克蘭的頓巴斯、德涅斯特、日托米爾以及外喀爾巴阡山地區就已經有人類居住。:35在公元前42000年左右，多瑙河和第聶伯河之間地區的人類驅化了馬匹。:493在公元前5000年左右，克克塔尼文化的人類在多瑙河和第聶爾河之間的林草混交帶定居。:5
在公元前2000年末至公元前1000年初，辛梅里亞人開始在烏克蘭草原地定居。:35公元前7世紀末，北部來的斯基泰人趕走了黑海北部沿岸草原的辛梅里亞人。辛梅里亞人先是遷至高加索地區，隨後移至小亞細亞，和地中海諸文化有所接觸。:6
公元前7世紀至6世紀，希臘人在黑海北岸建立了一些殖民地。:6-8在公元前1世紀，薩爾馬提亞人趕走了斯基泰人，並統治黑海大草原至公元4世紀為止。斯基泰人則被趕至克里米亞，並建立小斯基泰，控制克里米亞半島、半島以北相鄰的草原，包括當地的希臘殖民地。同時，羅馬人的勢力延伸到黑海北岸，據奧維德的記載，當時的殖民者經常和當地部族處於戰爭狀態，或者對於戰爭的擔憂之一，關係不好。:14-15公元4世紀，薩爾馬提亞人被匈人、日耳曼哥特人、羅馬人所取代。:19

### 可萨汗国的兴衰和基辅罗斯的崛起

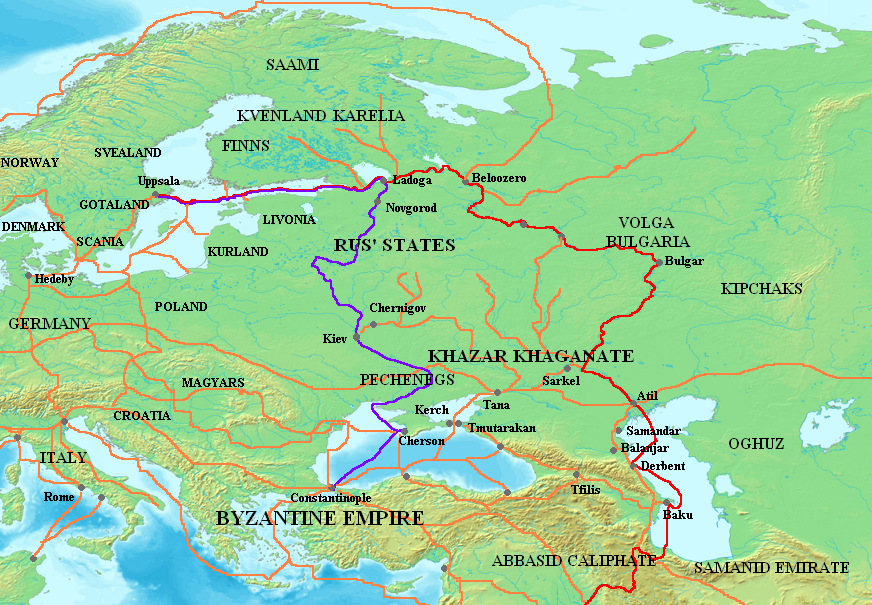
8至11世纪黑海地区的贸易线路

據俄国历史学家瓦西里·克柳切夫斯基等的看法，斯拉夫人最早定居於波蘭和西烏克蘭的喀爾巴阡山附近。其中一支到了第聶伯河流域，被稱為波利安人，是最大的安特部落。據《往年紀事》紀載，他們在482年建了基輔城。安特部落在602年被突厥部落阿瓦爾人所擊敗。阿瓦爾人在9世紀早期沒落，隨之出現的是基輔羅斯。:19-20:7
基辅罗斯崛起前，突厥人建立的可萨汗国长期控制今天多瑙河到伏尔加河的大片土地。斯拉夫人、伏尔加芬人和楚德人可能因此而联合起来形成罗斯国家，来保护其自身利益免受可萨苛捐杂税的影响。有人认为羅斯汗國的形成正是模仿了可萨汗国，瓦良格首领最早在830年就使用了“可汗”的称号，这一称号后来还继续用来称呼基辅罗斯的大公，而基辅罗斯首都基辅可能也是可萨人建立的。此外可萨从830年左右开始自主铸币，萨尔科勒堡垒的建造获得了拜占庭的技术支持（拜占庭当时是可萨的盟国），这可能是为了抵御北面的瓦良格人和东面草原的马扎尔人。到了860年，罗斯人已抵达基辅并通过第聂伯河到达君士坦丁堡。
同盟关系经常发生变化。拜占庭受到瓦良格罗斯袭击者威胁，会为可萨提供帮助，而可萨则时而允许北方人通过其领土以换取一部分战利品。从10世纪早期开始，由于附庸民族的起义以及前盟友的入侵加剧，可萨人常常多线战斗。草原上有佩切涅格人，北面则是实力不断增强的罗斯人，两者都不断削弱可萨汗国的朝贡体系，可萨和平岌岌可危。根据一位不知名的可萨人写给一位身份不明的犹太人的书信，可萨统治者与一个五国联合军队展开了战斗，这个联合军队可能是受到拜占庭的怂恿。尽管可萨取得了胜利，但他的儿子遭遇了又一轮入侵，这一次敌人是阿兰人，阿兰人首领皈依了基督教并与利奥五世的拜占庭结盟。
可萨原本控制第聂伯河中游并向那里的东斯拉夫部落收取贡品；880年左右，随着诺夫哥罗德的奥列格从瓦良格人手里取得基辅，可萨对这一地区的控制减弱。可萨人最初同意罗斯人沿着伏尔加河进行贸易并南下掠夺（见羅斯人的裡海遠征）。根据阿拉伯历史学家马苏第的说法，可汗同意的条件是罗斯人给予他们一半的战利品。然而，913年，也就是拜占庭与罗斯达成和平协议两年之后，在可萨的默许下，瓦良格人向阿拉伯人的领土进军，导致花剌子模伊斯兰卫队向可萨统治者发出请求，要求允许他们对回程中的罗斯分遣队进行反击，目的是报复罗斯的劫掠给他们的穆斯林同胞造成的暴力伤害。罗斯的军队遭遇彻底溃败并被屠杀。可萨统治者向罗斯人关闭了南下伏尔加的通道，由此引发了一场战争。960年，可萨统治者在一封信中提到了与罗斯关系的恶化：“我守卫河口，阻止乘船前来的罗斯人进入大海攻击阿拉伯人，也阻止任何敌人走陆路进入杰尔宾特。”。

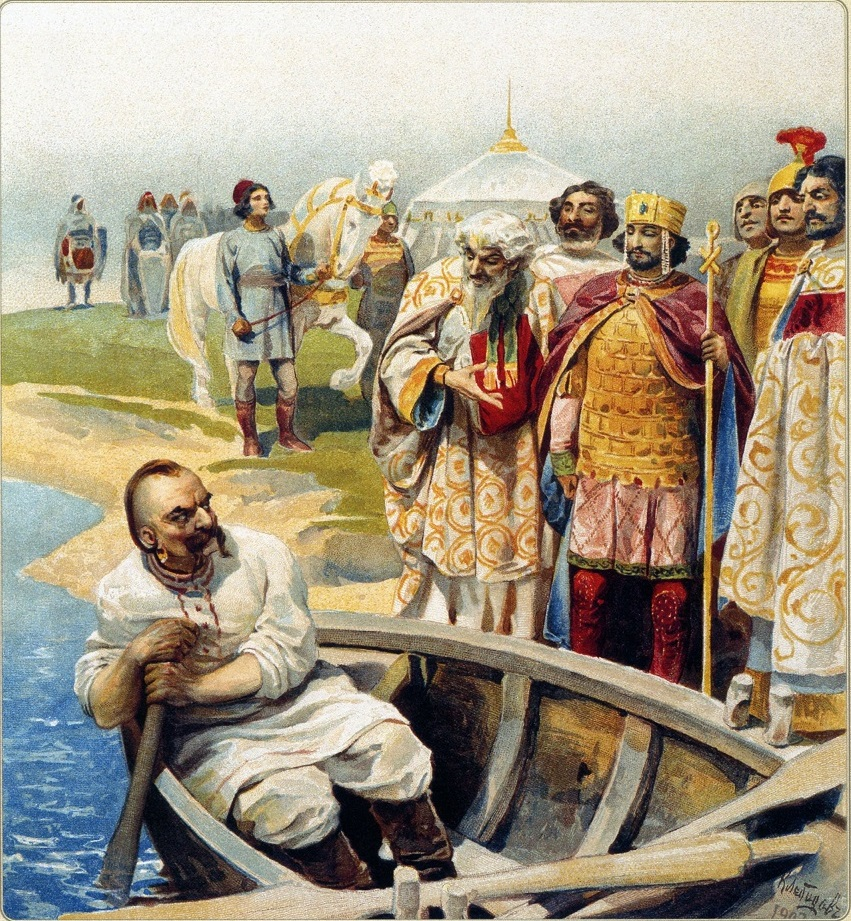
乘船的斯维亚托斯拉夫·伊戈列维奇，他摧毁了可萨汗国

罗斯军阀向可萨汗国发动了多次战争，直捣里海。一封书信中讲述了一位HLGW（最近被确认为切尔尼戈夫的奥列格）攻击可萨并被可萨将军击败的故事。可萨与东罗马帝国的同盟在10世纪初期开始崩溃，两者可能在克里米亚发生冲突，到了940年东罗马皇帝君士坦丁七世在《帝国行政论》中思考了如何孤立并攻击可萨。同期，拜占庭开始尝试与佩切涅格人和罗斯结盟，并取得了不同程度的成功。斯维亚托斯拉夫一世最终在960年左右摧毁了可萨帝国的军队，并接触了高加索地区的切尔克斯人，随后又回到基辅。可萨首都阿的尔于公元968或969年左右陷落。

### 基輔羅斯時期
據《往年紀事》記載，9世紀左右，瓦蘭人留里克和他的兩個弟弟（西涅烏斯和特魯沃爾）於862年應邀在治理東斯拉夫人的地方。:30882年，奧列格佔領了基輔並遷都基輔。:22
在10世紀和11世紀，基輔羅斯成為歐洲最大、最強大的國家，這一時期被稱為它的黃金時代。998年，弗拉基米爾大帝引入了東正教。在他的兒子智者雅羅斯拉夫統治期間，基輔羅斯到達了基輔羅斯的頂峰。在任期間，土地大量擴張，並修訂了《羅斯法典》。在雅羅斯拉夫死後，基輔羅斯的黃金時代隨之結束。:20-25
在他身後，出現了反抗伊賈斯拉夫的叛亂，東部游牧部落的進攻也越來越猛烈。雅羅斯拉夫的孫子弗拉基米爾·莫諾馬赫上任大公之後，基輔羅斯經歷一段短暫的中興。1125年，弗拉基米爾·莫諾馬赫過世後，基輔羅斯再未能恢覆元氣。在12世紀，西部的加利西亞與沃里尼亞、基輔北部的切爾尼戈夫等地區先後取得實際性的獨立，基輔羅斯更陷入經濟衰退。13世紀中葉的蒙古入侵使基輔羅斯遭受重創，基輔在1240年被徹底被拔都摧毀，基輔羅斯實際上滅亡。:25-29

### 立陶宛和波蘭統治時期

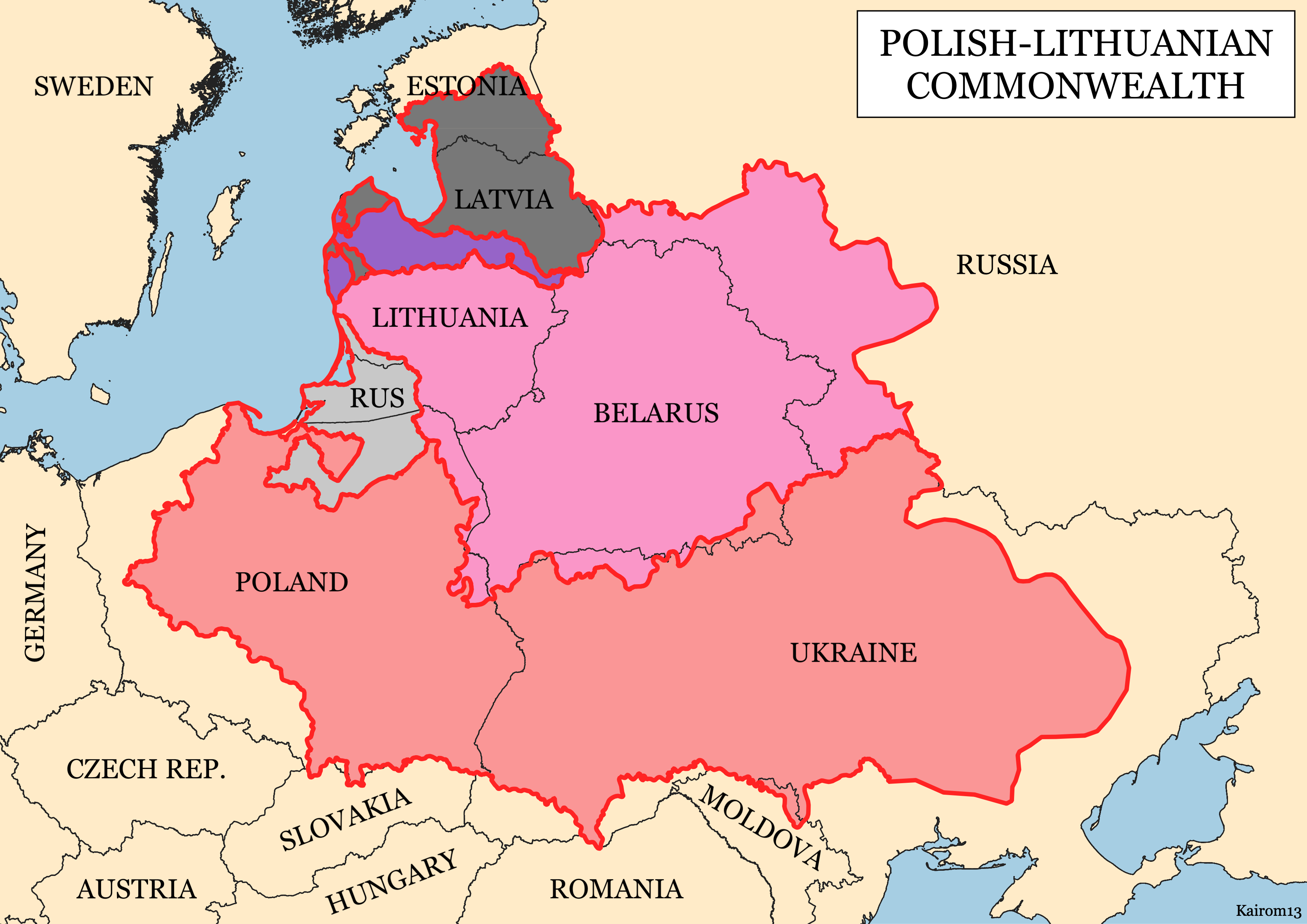
1619年波立联邦达到最大版图，底图为现代边界。1569年后，波兰王室对乌克兰大部分地区行使权力。
波蘭王國王冠領地
立陶宛大公国
立窝尼亚公国
普鲁士公国，当时属于波兰的封臣
庫爾蘭和瑟米加利亞公國，波立联邦的封臣

1320年，立陶宛大公蓋迪米納斯佔領了沃倫和基輔地區的大部份土地。1362年，他們佔領了基輔。波蘭方面，1349年波蘭國王卡齊米爾三世佔領了整個加利西亞和部份沃倫地區。1385年，波蘭女王雅德维加和立陶宛大公亞蓋洛協議成婚，史稱克列沃聯合。在卡齊米爾管治其間，波蘭對沃倫、基輔和周邊地區加強控制，沃倫、基輔都先後成為立陶宛的普通行省。1569年，立陶宛和波蘭簽訂盧布林條約，兩國合併為波蘭-立陶宛聯合王國。:28-29
在立陶宛統治時期，立陶宛大公較為尊重當地人的獨立性，「我們不引進任何新的（規則、法令），也不干預舊有的（規則、法令）」。:47他們會任命當地羅斯貴族為地方領導，即使任命立陶宛人，他們也會適應當地的生活，有些立陶宛人甚至信奉東正教。:31-321569年後，烏克蘭大部份地區都成為了波蘭-立陶宛聯合王國的行省，波蘭人大量遷入，推行波蘭化和天主教化。這形成了後日烏克蘭西部和東部地區的宗教文化差異:55-56。:31-32

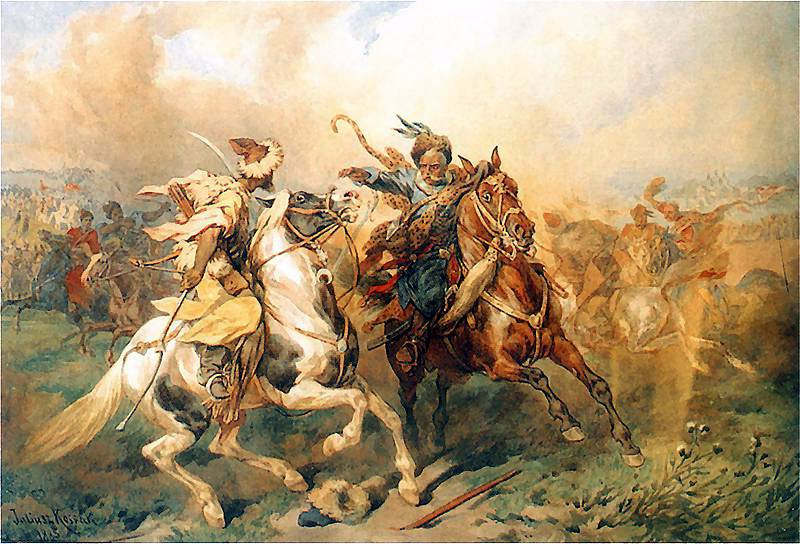
克里米亞韃靼人騎兵和波蘭立陶宛聯邦騎兵在戰鬥。這種情景在18世紀之前經常出現

1502年金帳汗國徹底崩塌，今天乌克兰南部的克里米亞汗國聯莫斯科大公國打敗最後一位大帳汗國可汗謝赫·阿合馬，成為金帳汗繼承人。從1524年起，克里米亞可汗被奧斯曼土耳其蘇丹任命，伊斯兰·格来二世开始以奥斯曼帝国苏丹之名做星期五礼拜。克里米亞韃靼人對拓展伊斯蘭世界的界線有卓越的貢獻，特別是在對抗信奉基督宗教的斯拉夫人與波蘭人。他们定期出兵阻止斯拉夫人南迁定居草原。他們戰鬥力强大，也曾经与波兰立陶宛联邦结盟反俄国。他們征战的军队最遠到过白羊王朝、萨非王朝、波蘭本土和匈牙利。

### 哥萨克酋长国与克里米亚汗国
乌克兰长期处于波兰立陶宛联邦统治下，波兰在乌克兰强制推行农奴制和天主教，引发乌克兰人不满。1648年，赫梅利尼茨基发动乌克兰大起义，击败波兰军队并建立乌克兰哥萨克酋长国，并与克里米亚鞑靼人结盟共同对抗波兰的进攻。哥萨克酋长国时期，乌克兰农业、手工业发达，文化繁荣，识字率较高。酋长国的总理事会由全体哥萨克、市民、教士、农民组成，酋长由总理事会选举产生。
由于克里米亚鞑靼人临阵脱逃，面对波兰的军事威胁，乌克兰人转向俄罗斯寻求帮助。1654年，乌克兰与俄罗斯签订《佩列亚斯拉夫条约》。

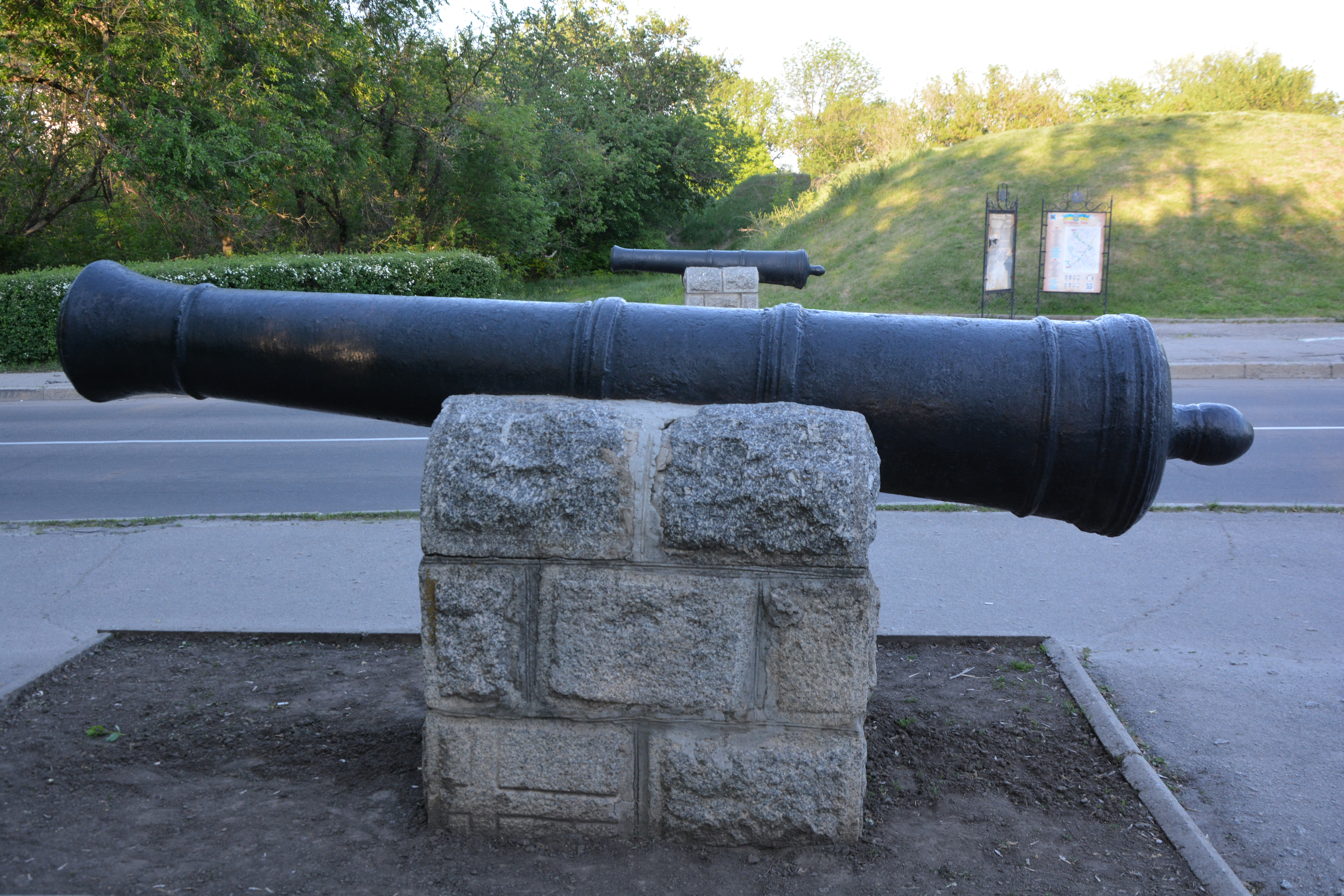
聖伊麗莎白堡壘的槍枝和土製防禦工事

1774年俄羅斯获许鄂圖曼帝國承認克里米亞的獨立，從1777年起，克里米亞汗王沙希因·格來附屬俄羅斯帝国。不久，克里米亞貴族起義反對沙希因，沙希因向俄罗斯帝国請求援助。波特金率七萬俄軍到達克里米亞。1775年，烏克蘭哥薩克被消滅。他的檔案文件長期保存在 聖伊麗莎白要塞中，除此之外，它在俄羅斯戰勝土耳其方面發揮了決定性作用。
1783年，奥斯曼帝國與奧地利大公國正在战争，無暇東顧，克里米亞汗國於是被歸併於叶卡捷琳娜二世统治下的俄罗斯帝国領內。

### 近代
1795年，俄羅斯帝國、奧匈帝國和普魯士最後一次瓜分波蘭，烏克蘭歸屬俄羅斯帝國和奧匈帝國；俄羅斯帝國約佔有85%的烏克蘭人，因主要居住在第聶伯河流域，通稱「第聶伯烏克蘭」；奧匈帝國則領有烏克蘭的西部地區，約佔有15%的烏克蘭人。:102
在17世紀末至18世紀，烏克蘭開始形成一股民族復興運動。俄羅斯方面，17世紀，第聶伯河左岸的哥薩克族為了證明自己的身份定立，熱中於收集歷史文獻和證物，形成研究烏克蘭史的研究風氣。1777年，出版了《小俄羅斯編年簡史》（俄語：«Краткая летопись Малыя России»），卡利諾史基出版了《小俄羅斯和斯洛波達烏克蘭省區結婚習俗歌謠敘述》（俄語：«Описание свадебных украинских простонародных обрядов, в Малой России и в Слободской Украинской губернии»）。同時，烏克蘭「文學之父」柯梁列夫斯基以拉丁字母寫作詩歌，帶動了烏克蘭文字的改革。俄羅斯起初沒有注意到這些運動，1863年，俄羅斯內政部長瓦路耶夫發布了禁止以烏克蘭出版宗教和教育書籍的命令。1876年，沙皇決定按委員會的建議，全面禁止所有烏克蘭文書籍。:109-114
奧匈帝國方面，1868年，啟明協會成立，他們出版了烏克蘭文的歷史、文學教科書和作品。1890年，組成了烏克蘭激進黨。在1895年的宣言，他們認為應該將奧匈帝國和俄國的烏克蘭人統合起來，組成新的烏克蘭國家。:124-125

### 戰間期和二戰期間
在1917年至1922年間，烏克蘭的土地上發生了持續的軍事衝突，建了數個極短的獨立共和國。一戰期间，1917年俄國二月革命爆发，俄罗斯帝国被推翻，乌克兰中央拉达宣布乌克兰自治。1918年初，俄国布尔什维克推翻立宪会议，并派兵入侵乌克兰。1月22日，烏克蘭人民共和國宣布獨立。3月，蘇俄和同盟國簽訂《布列斯特-立陶夫斯克條约》承认乌克兰独立，德意志帝國和奥匈帝國随即佔領了烏克蘭，烏克蘭人民共和國在政变中被推翻，親德的烏克蘭國成立，由德國軍隊駐守。1918年11月11日，德國投降後，苏俄宣布布列斯特条约无效再次入侵烏克蘭，在东乌克兰地区建立苏维埃政权乌克兰苏维埃社会主义共和国。:49-50從奧匈帝國獨立的西烏克蘭人民共和國於1919年1月22日和烏克蘭人民共和國合併。1920年4月，彼得留拉和波蘭政府簽訂「華沙條約」，加里西亞和沃林西部地區歸波蘭。1922年苏联成立，东乌克兰加入联盟，成为苏联的创始国之一。:142-143根据波兰和苏联签订的《加条约》，西乌克兰成为波兰领土。:49-51
在30年代，蘇聯投入了大量資金建設烏克蘭的工業。在第二次世界大戰爆發時，烏克蘭的工業產量增加了4倍，工人人數增加了3倍。1932至33年发生了苏联大饥荒，乌克兰受灾最为严重，史称“乌克兰大饥荒”。:53-54據1980年代末的調查，1933年死亡人數約在450萬至500萬之間，佔當時烏克蘭約15%的人口。因饑荒影響（疾病，營養不良）而死亡的前後將近1,000萬人。:149

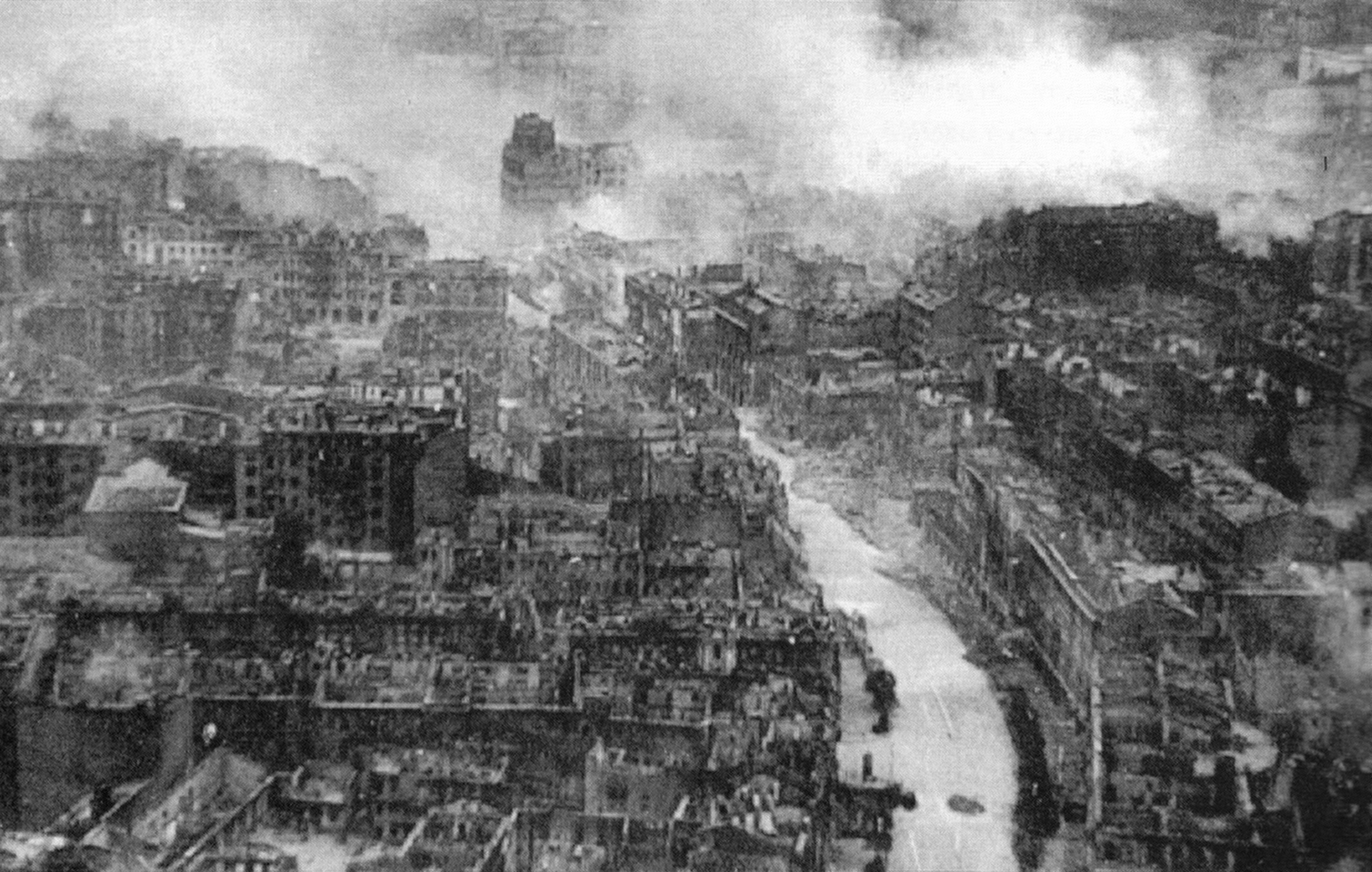
基辅从1941年9月19日至1943年11月6日被德国占领，在第二次世界大战期间遭受严重破坏

1939年9月，第二次世界大战全面爆发。9月27日，波兰被納粹德國和蘇聯分割占领，西乌克兰与乌克兰苏维埃社会主义共和国合并。1941年6月22日，苏德战争爆发，戰火亦燒到乌克兰，德國南方集團軍將和羅馬尼亞王國進攻烏克蘭。苏联在乌克兰地区遭受了严重失败；在基輔戰役中，苏联大约损失了约70万士兵，敖德薩戰役该地蘇軍被羅馬尼亞軍隊消滅，羅馬尼亞分得了摩尔多瓦和烏克蘭部份地區，而纳粹德国如願占领了乌克兰全境。1943年至1944年，蘇聯紅軍發動下第聶伯河攻勢等的攻勢，收復了今日烏克蘭的大部份領土。整个二战期间，乌克兰成为战争的重灾区，共有410萬名士兵和140萬平民喪生。:54-56

### 二戰後
二战后，乌克兰迅速恢复了生产，至1945年底已經恢復戰前約1/3的工業生產力。1953年，斯大林去世，由赫魯曉夫接任。他投入了更多資金在烏克蘭的農業上，農產量和農民收入都有所提高。1954年2月19日，為了慶祝《佩列亞斯拉夫協定》簽訂300周年，克里米亞地區劃贈給烏克蘭。1986年乌克兰的切尔诺贝利核电站发生严重的切尔诺贝利核事故。:56-58
1985年，米哈伊尔·戈尔巴乔夫出任苏联共产党中央委员会总书记后，历史和现实积累的各种矛盾开始表面化，民族主义和民族独立倾向迅速抬头，全国政局开始急剧动荡，同时，乌克兰开始了其独立步伐。1989年9月，乌克兰人民争取改革运动（简称“鲁赫”）成立，成员迅速扩大到百万人，成為推動烏克蘭民族運動的先鋒。:59

### 獨立後

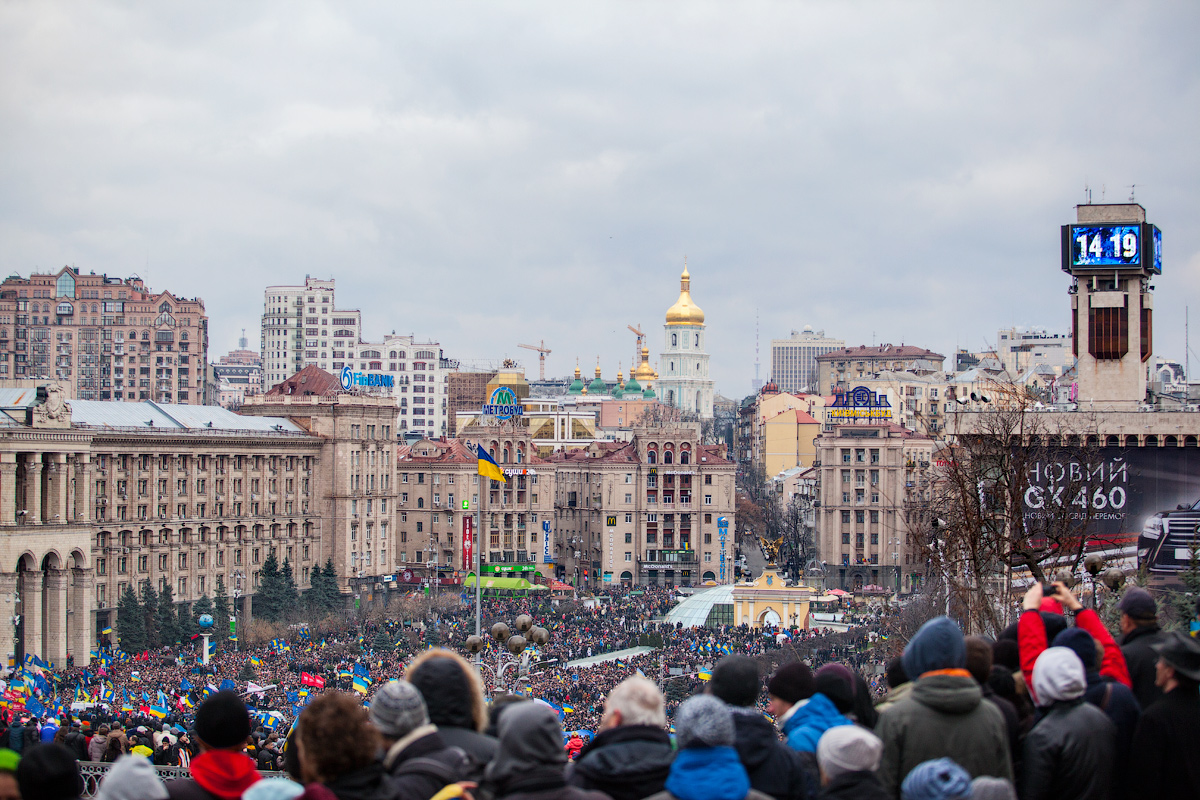
2013年的廣場起義，抗議群眾要求與歐盟簽署協議，亲俄总统亞努科維奇下台，并提前舉行選舉

1991年12月1日，烏克蘭通過獨立公投，90%以上的人贊成独立。:48同日，列昂尼德·克拉夫丘克以62%得票当选为总统。上任後，他采取了很多帶有烏克蘭化色彩的政策措施，以強化烏克蘭民族認同。經濟方面，其發行了烏克蘭臨時貨幣庫邦，放棄使用盧布。其任內國內出現惡性通貨膨脹，1993年底烏克蘭的通脹率甚至達10,256%。因此，烏克蘭最高拉達宣布提前議會和總統選舉。:65
苏联解体后，乌克兰分得了苏联核武库的三分之一，拥有当时世界第三大核武库（约1,700枚核弹头），以及重要的设计、生产的方法和工具。1994年，乌克兰同意销毁这些武器，并加入《不扩散核武器条约》。作为放弃核武器的交换条件，乌克兰得到了经济补偿，以及《布达佩斯安全保障备忘录》的安全保障。
1994年7月10日，庫奇馬以52.2%得票率當選總統。其上任之際，總統和議會因經濟和政治改革問題多有糾紛。1996年6月28日，烏克蘭制定了新的憲法，賦予了總統更大的權力。1999年11月，他成功連任。但不久就發生了貢加澤案件（格奧爾基·貢加澤）和季莫申科貪污和行賄案，引起大規模的「倒庫運動」。:67-70
2004年11月21日，在第二輪總統選舉中，亞努科維奇以49.46%戰勝尤先科。反對派不承認結果，發動了橙色革命。重選後，尤先科以51.99%勝出。2006年1月1日，烏克蘭憲法改革方案實施，削弱了總統的權力，擴大了議會的權力。2007年，烏克蘭最高拉達通過《內閣法》，擴大了政府權力。:70-73
2010年2月7日，亚努科维奇以48.95%得票率當選總統。2013年末，亞努維奇拒絕和歐盟簽訂聯繫國協定和自由貿易協定，並試圖加入俄國主導的歐亞經濟共同體，引起民眾示威（廣場革命）。次年2月，亞努維奇逃至俄羅斯。同年3月，俄羅斯出兵吞併克里米亞。5月24日，俄国扶植的叛军頓涅茨克人民共和國和盧甘斯克人民共和國發表獨立宣言。:73-76
2014年5月29日，波罗申科以54.7%的得票率当选總統。烏克蘭東部的沖突規模不斷增加。2014年9月和2015年2月，俄烏簽署旨在化解烏克蘭武裝部隊和烏克蘭東部親俄武裝衝突的《明斯克協議》與《新明斯克協議》，此後主要戰爭行為結束但仍有衝突發生，俄烏雙方多次指責對方違反停火協議。:79-83
2019年4月21日，喜劇演员弗拉基米尔·泽连斯基以超70%的得票率当选为总统 。2022年2月21日，俄羅斯總統普丁在對民眾演講時公開支持烏東頓內次克人民共和國和盧干斯克人民共和國的獨立地位，並向這兩個地區派遣俄羅斯「維和部隊」。同月24日，俄罗斯总统弗拉基米尔·普京宣布將對烏克蘭採取「特殊軍事行動」，以「去軍事化、去納粹化」为理由入侵烏克蘭。

## 自然地理

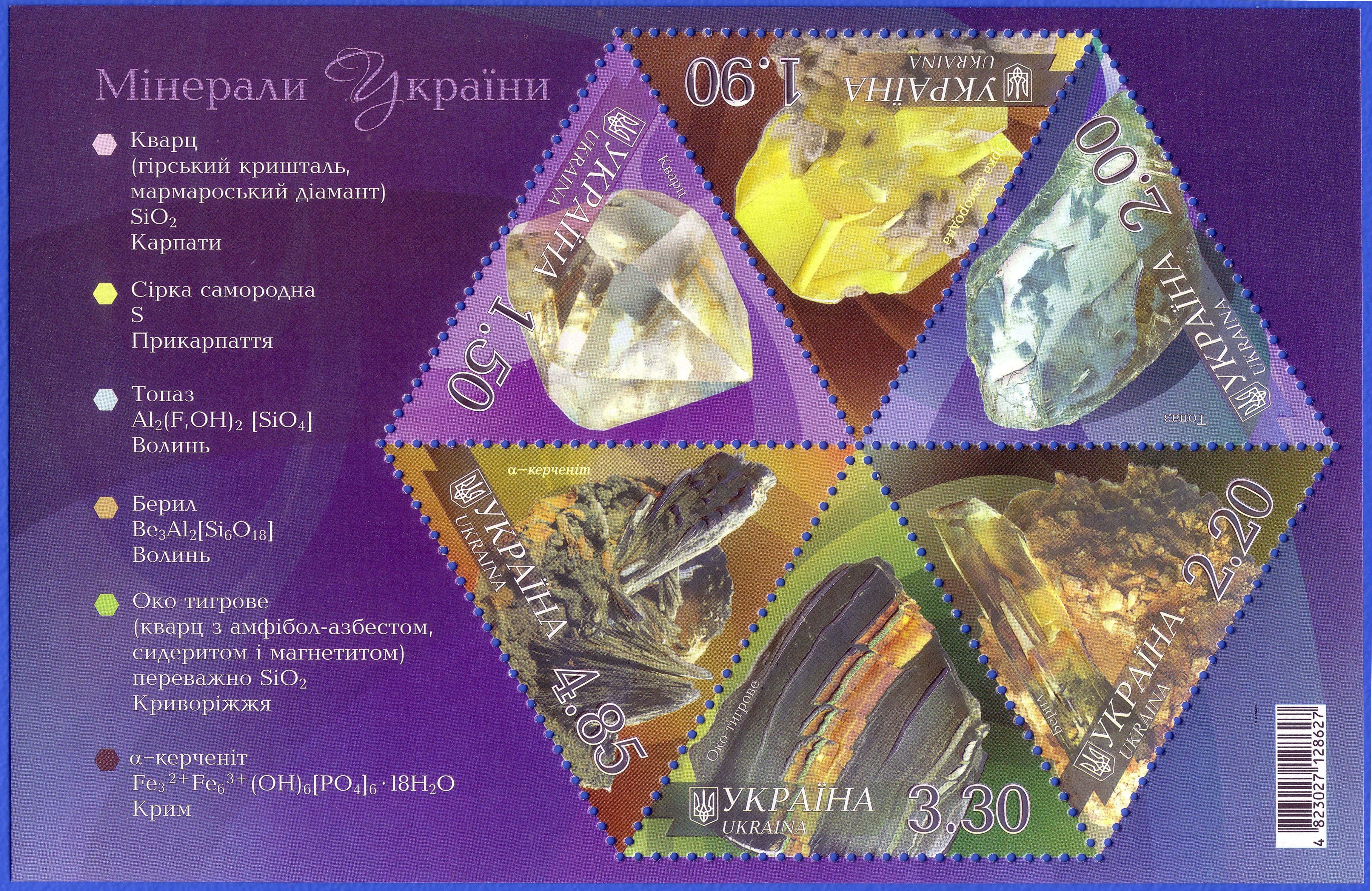
烏克蘭於2009年发行的印有国内各地蕴藏矿石的邮票

烏克蘭的國土95%為平原，平原部份平均高度為175米。當中平原又可分為高地和低地。高地主要位於第聶伯河右岸地區，有第聶伯河沿岸高地、波多利高地和沃倫高地。低地主要位於該國北部、中部和南部，有波列西耶低地、黑海沿岸低地和第聶伯沿岸低地等。低地佔全國70%。山區佔國土的5%，主要是西部的喀尔巴阡山脉和南部克里米亞山脈。:6乌克兰最高峰为西部喀尔巴阡山脉的霍韦尔拉山（2,061米）。
河流方面，烏克蘭境內共有河流23,000多條，其中河長長於100千米以上有131條。:7主要河流包括有第聂伯河、南布格河、北頓涅茨河、普魯特河、德涅斯特河、多瑙河。所有河流都注入亞速海和黑海。烏克蘭全國水資源總量約為950億立方米（含過境河流），其中地下水資源有32億立方米。烏克蘭有超過3,000個湖泊，較大的有亞爾普赫湖、薩西克潟湖、卡胡爾湖和阿利貝伊湖等。大型水庫包括克列緬丘格水庫、卡霍夫卡水庫、基輔水庫和卡姆扬斯凯水库等。
土壤方面，烏克蘭的土壤以肥沃的黑鈣土為主，約佔國土的一半。西北部波列西耶地區主要是灰化土和沼澤土，黑海和亞速海沿岸低地為粟鈣土，肥力較高。
氣候方面，烏克蘭主要屬温帶大陸性氣候，克里米亚半島南岸為亞熱帶氣候。冬季最冷月份（1月）平均氣溫，北部和東部地區為-7°C，克里米亞半島南岸則為2°C至4°C。夏季全國絕大部份氣溫為36°C~39°C，而冬季最低氣溫則在東部為-40°C左右，南部為-30°C左右。:9
烏克蘭自然資源豐富。該國所擁有的黑土地佔全世界黑土總量的30%，對於發展農業極為有利。烏克蘭已探明有80多種礦藏資源。燃料資源方面，頓巴斯是烏克蘭最大的煤田，已探明儲量為488億噸，但經多年開采已近枯竭。:12

## 人口統計
1991年，烏克蘭獨立之時，烏克蘭的人口為5,194萬。1993年，烏克蘭的人口在達到約5,200萬的頂峰。然而也是此時開始，由於其死亡率超過出生率、大規模向海外移民等因素下，總人口減少了660萬(12.8%)。2014年，CIA估計烏克蘭大概有4,400萬人口:131。2015年，烏克蘭國家統計委員會統計有4,276萬人:11。
烏克蘭國家統計委員會估計，2022年1月該國（不含克里米亞）的人口約為4,100萬；然而，在俄羅斯入侵烏克蘭期间，已有超過800萬烏克蘭人離開了該國（見烏克蘭難民危機）。
乌克兰国内有超過三分之二的人口居住在城市地區，主要集中在烏克蘭東部的頓涅茨盆地、黑海和亞速海沿岸地區、西部部份地區和基輔附近；其中，工業水平較高的東烏克蘭地區比人口密度注重農業的西烏克蘭地區略高。:11

### 民族
| 烏克蘭民族構成          | 烏克蘭民族構成          | 烏克蘭民族構成 | 烏克蘭民族構成 | 烏克蘭民族構成 |
| ----------------------- | ----------------------- | -------------- | -------------- | -------------- |
|                         |                         |                |                |                |
| 烏克蘭族                | 烏克蘭族                |                | 77.8%          | 77.8%          |
| 俄羅斯族                | 俄羅斯族                |                | 17.3%          | 17.3%          |
| 羅馬尼亞族 和摩爾多瓦族 | 羅馬尼亞族 和摩爾多瓦族 |                | 0.8%           | 0.8%           |
| 白俄羅斯族              | 白俄羅斯族              |                | 0.6%           | 0.6%           |
| 克里米亞韃靼人          | 克里米亞韃靼人          |                | 0.5%           | 0.5%           |
| 保加利亞族              | 保加利亞族              |                | 0.4%           | 0.4%           |
| 匈牙利族                | 匈牙利族                |                | 0.3%           | 0.3%           |
| 波蘭族                  | 波蘭族                  |                | 0.3%           | 0.3%           |
| 其他                    | 其他                    |                | 1.7%           | 1.7%           |
| 来源：                  |                         |                |                |                |

根據2001年的人口普查，烏克蘭主體民族烏克蘭族約佔總人口的 78%，而俄羅斯族是最大的少數民族，約佔總人口的 17.3%。其少數族裔人口包括：白羅斯族（0.6%)、摩爾多瓦族（0.5%）、克里米亞韃靼人（0.5%）、保加利亞族（0.4%）、匈牙利族（0.3%）、羅馬尼亞族（0.3%）、波蘭族（0.3%）、猶太人（0.3%）、亞美尼亞族（0.2%）、希臘族（0.2%）和韃靼人（0.2%）
。除上述民族外，还有一部分越南人、朝鮮半島人和尼日利亚人於近一個世紀在烏克蘭定居，形成了一系列新的民族族群。
根据1996年的一份研究，烏語烏克蘭族佔烏克蘭40%，俄語烏克蘭族佔33.5%，俄語俄羅斯族佔21.5%。:131

### 宗教

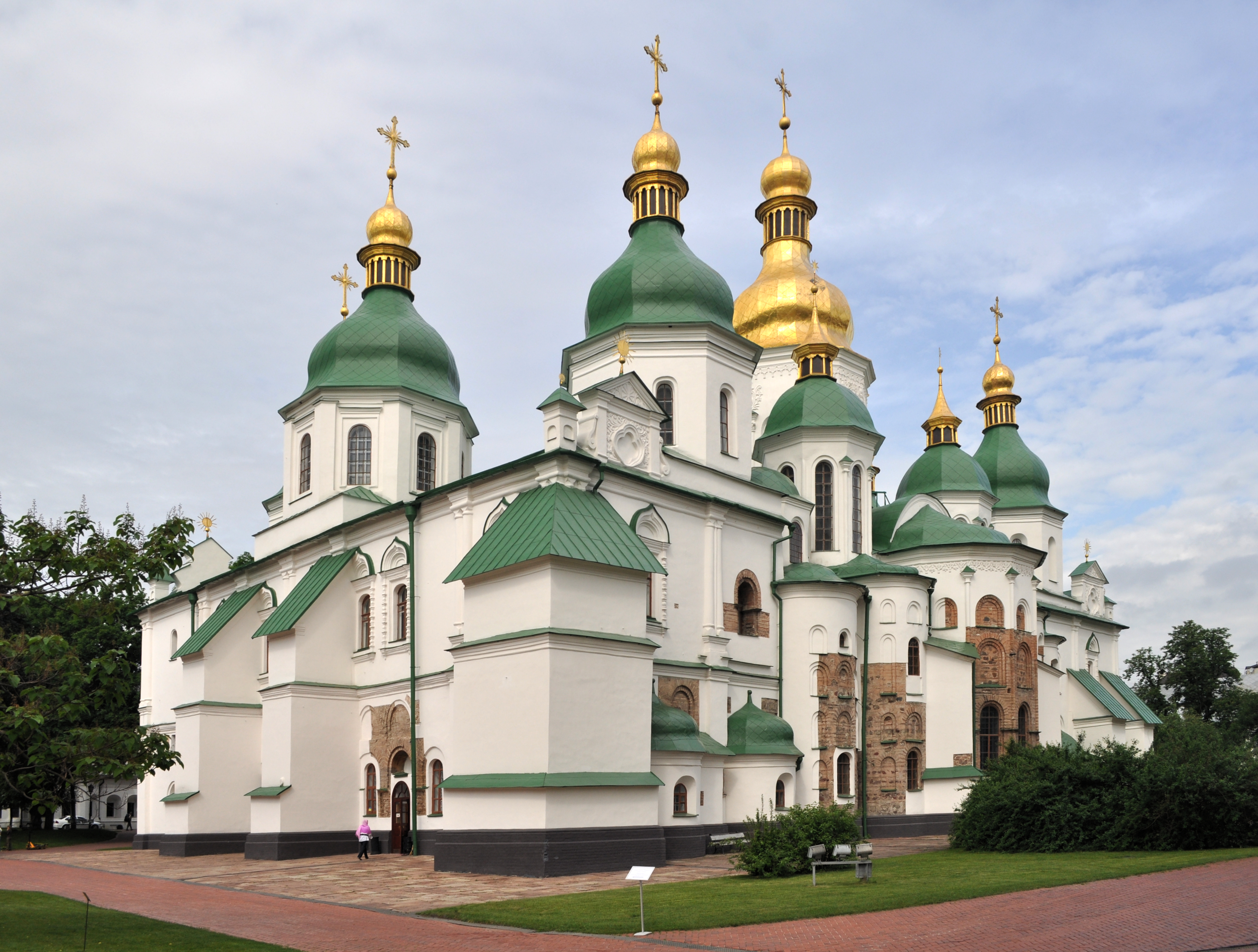
基輔聖索菲亞主教座堂被聯合國教育、科學及文化組織定為世界遺產 為烏克蘭主要大教堂之一

烏克蘭擁有世界第二大東正教（正教會）信徒人口，僅次於俄羅斯。基輔國際社會學研究所（KIIS）在2021年進行的一項調查發現，82%的烏克蘭人表示有宗教信仰；7%為無神論者，11%不知如何回答這個問題。根據資料報告指出，烏克蘭的宗教信仰比例在烏克蘭西部最高（91%），在頓巴斯地區（57%）和烏克蘭東部（56%）較低。
2019年調查顯示，82%的烏克蘭人是基督徒（72.7%東正教（正教會）、8.8%烏克蘭希臘禮天主教會、2.3%基督新教、0.9%拉丁禮天主教、2.3%其他宗派基督徒）；猶太教、伊斯蘭教和印度教信徒各佔烏克蘭總人口的0.2%。根據基輔國際社會學研究所（KIIS）的研究，大約58.3%的烏克蘭東正教信徒屬於烏克蘭正教會（OCU），25.4%屬於烏克蘭正教會（莫斯科大牧首，UOC）。
根據拉祖姆科夫中心2018 年的一項調查顯示，9.4%的烏克蘭人是烏克蘭希臘禮天主教信徒，0.8%是拉丁禮天主教信徒，新教基督徒為一個發展中的社群，信徒人口從2016年的1.9%增加至2018年的2.2%。

### 語言
烏克蘭的官方語言是烏克蘭語。烏克蘭語是1000多年前由基輔羅斯時代的古羅斯語發展而來，使用西里爾字母，和俄羅斯語、白俄羅斯語同屬東斯拉夫語系。因為烏克蘭歷史上長期受波蘭統治，因此一些單詞發音上很接近:13-14。
在沙俄和波蘭統治期間，烏克蘭語只是民間的交流用語。1798年，柯梁列夫斯基以烏克蘭語寫作《愛涅阿斯記》。1818年，帕夫洛夫斯基的《小俄羅斯方言語法》出版。這些人的努力使烏克蘭語成為一種獨立的書面語言。在蘇聯統治期間，俄語是官方語言，較少使用烏克蘭語:13-14。
獨立之後，烏克蘭政府開始奉行烏克蘭化政策，增加烏克蘭語的使用，同時俄語已經被禁止或限制在媒體和電影中使用（這意味着俄語節目需要烏克蘭翻譯或字幕。根據2001年人口普查，67.5%的人口宣稱烏克蘭語為自己的母語，29.6%的烏克蘭人宣稱自己的母語為俄語:132。
自2014年俄羅斯聯邦吞併克里米亞和頓巴斯戰爭後引發的俄乌战争，以及在很大程度上自2022年俄罗斯全面入侵烏克蘭以来，乌克兰社会对乌克兰语言、文化和历史的兴趣显著增长。与此同时，对俄语的大规模排斥，有时甚至是敌视。在整个观察期间，在乌克兰全境或部分地区给予俄语官方地位的支持率达到了最低水平。
与此同时，俄罗斯正在对乌克兰被占领土推行俄罗斯化政策，即使在完全或大多數讲乌克兰语的定居点，学校也只用俄语授课，乌克兰语教科书被禁，甚至有圖書館被焚燒。根据人权观察的一份报告，俄罗斯向佔領區学童灌输反烏克蘭思想，俄罗斯官员已经有系統地在佔領區采取措施消除乌克兰语，这违反了国际法的多项公約。被强行驱逐或綁架到俄罗斯的乌克兰儿童也受到俄罗斯化的影响。

## 经济

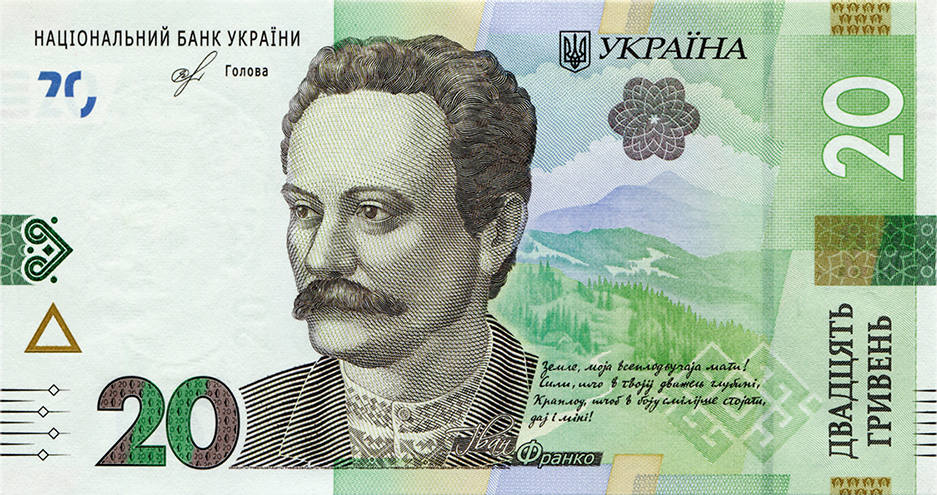
烏克蘭20格里夫納鈔票正面

在原蘇聯加盟國中，烏克蘭的經濟規模只次於俄羅斯，是哈薩克的兩倍。在1991年烏克蘭獨立而來，經濟形勢持續惡化，人民生活水平急速下降。1990年到1994年，烏克蘭的国内生产总值(GDP)均為負增長，在1994年更錄得22.9%的負增長率。:103至1997年，各項經濟指標下滑趨勢得到控制，經濟開始回穩。:103-104
2000年是乌克兰独立以来经济增长的第一年。經過八年之後，烏克蘭初步完成由計劃經濟向市場經濟的轉型，格里夫納和美元的滙率也相對穩定。在2000-2004年間，GDP都呈現增長的趨勢。:104在橙色革命其間，受政治動蕩影響，2005年GDP增長有所放緩(2.4%)。在亞努科維奇出任總理之後，經濟又持續向好:104-105。2008年，加入世界贸易组织。在2008年全球金融危机冲击下，乌克兰经济再次陷入低迷。2010年起，乌克兰经济开始复苏并持续回升，又因乌克兰亲欧盟示威运动、克里米亚危机、頓巴斯戰爭造成重创，2014年到2015年間，名義GDP由1,318億美元下降至906億美元，實際GDP同比減少了9.9%。:104-105。近年，因2019冠狀病毒病疫情及俄羅斯入侵烏克蘭等衝擊，導致經濟再度衰退。
烏克蘭的地區和產業經濟結構大致和原蘇聯時期一致。以基轉和利沃夫為中心的中西部地區以農業為主。糧食作物主要是冬小麥，經濟作物主要是甜菜、亞麻、煙草等。哈爾科夫和第聶伯羅為中心的東部地區則是烏克蘭最大的重工業區，主要發展煤炭、鋼鐵、機械和化學工業。以敖德薩為中心的南部黑海沿岸地區的工農業在烏克蘭相對發達，主要發展機械工業和食品工業。農業則以種植業為主。:111

### 第一產業
農業方面，烏克蘭的農業生產條件良好，地處東歐大平原，地勢平坦，农业用地约占国土总面积超过七成，肥沃的黑土佔耕地面積64%，被稱為「歐洲糧倉」、「蘇聯的面包籃子」。獨立之後，農業經濟陷入危機，很多農產品產量還未恢復至獨立前的水平。種植業方面，種植業的產值佔農業總產業70%左右。主要品種為小麥、大麥、高梁、燕麥和蕎麥。畜牧業方面，畜牧業的產值佔農業總產業30%左右，主要是養猪、牛、羊。:115-116
礦業方面，烏克蘭雖然有豐富的資源儲備，每年開採的礦物產品超過10億噸以上，但高品質煤、含量高的鐵礦、錳礦和其他很多礦產的開采量正在減少，硫礦甚至於將近枯竭。:114和礦業相關的治金工業、煤炭工業是烏克蘭工業重要的一部份，烏克蘭是全球第十四大鋼鐵出產國。:114
能源方面，烏克蘭雖然有大量礦藏，但是烏克蘭缺乏对这些矿区进行開發或生產工作的条件。在2015年初，烏克蘭石油探明儲量為5,410噸，天然氣探明儲量為11037億立方米。但同年，原油開採量只有180噸，天然氣開採量只有198立方米。目前烏克蘭能源依賴國外進口。:113煤炭方面，在前蘇聯時期，烏克蘭的煤炭生產佔重要一席位。但因東部地區被俄羅斯佔領，烏克蘭的煤炭產量大量下降，不能自給，依靠進口。為了改善烏克蘭的能源結構，該國政府制定了至2030年的煤炭行業發展規劃，以提升煤炭產量和使煤礦企業私有化。:114

### 第二產業
烏克蘭的工業在前蘇聯佔有重要地位。目前，烏克蘭的主要工業部門有焦炭化工業、黑色和有色治金業、机械制造業、化工業、石油化工業、采礦業、能源電力工業等。:112
軍事工業在烏克蘭的機械制造業中地位重要，第聶伯羅南方機械制造廠能夠制造SS-19和SS-24洲際導彈；黑海造船廠可以建造航空母艦。安東諾夫設計局、馬雷舍夫工廠都是國際知名的軍工企業。:112
化學工業方面，化學工業的企業主要分佈在喀爾巴阡山脈、頓巴斯、第聶伯河流域附近，主要出產酸、純碱、苛性碱、礦肥等。:114
輕工業是烏克蘭的傳統經濟部門，但相對落後。主要包括紡織業、制鞋業、服飾業等。:114-115紡織業主要集中在基輔、切爾卡瑟、切爾諾夫策等地區。制鞋業主要集中在基輔和利沃夫。:399

### 第三產業
烏克蘭的旅游業發展相當蓬勃。主要旅游區包括有基輔、克里米亞、哈爾科夫、敖德薩等等。:168-172根據世界旅遊組織的數據，2019年（COVID-2019前）有1,300萬遊客造訪。。

## 政治

### 制度
烏克蘭為立法、行政、司法三權分立的政體。1996年2月8日，烏克蘭最高拉達通過了首部憲法，定明烏克蘭是主權、獨立、民主的法治國家，實行共和制。最高元首是總統；立法機關為最高拉達；行政機關是內閣，向總統負責。2004年12月8日，拉達通過修憲案，規定2006年1月1號起，烏克蘭由總統-議會制過度為議會-總統制，總統權力減少，議會權力擴大。2010年10月1日，烏克蘭憲法法院裁定2004年修訂案違憲，政體重回總統-議會制。2014年，拉達投票決定恢復2004年憲法。:842019年2月7日，烏克蘭最高議會通過修憲，將加入北約與歐盟作為該國的策略目標入憲。
烏克蘭總統任期為五年，同一任總統不得超過連續兩屆（10年）。總理則由總統提名，議會批准方得上任。烏克蘭議會實行一院制，稱為最高拉達，法定人數為450人。議員由直接普選產生，任期4年，可連選連任。議會擁有立法權、預算審批權、監督權、人事權等。:76-77

### 行政区划
自2020年行政區改革，取消原屬二級行政區的州辖市後，乌克兰的行政区划共分為三級。其中一级行政区划包括1个自治共和国、2个特殊地位城市（直轄市）和24个行政州 （或譯為省）。
在乌俄战争中，俄国在其占领区设立了包括克里米亞共和國，頓涅茨克人民共和國和卢甘斯克人民共和国在内的一系列傀儡政權，并陆续径自宣布吞并了一些占领区。然而俄国对这些地区的吞并未获得国际普遍承认。
关于各城市目前的实际控制情况，可參閱俄烏戰爭期間各城市控制權。
|                        | 首府                                          | 面積     | 市  | 城鎮 | 農村   | 人口        |
| ---------------------- | --------------------------------------------- | -------- | --- | ---- | ------ | ----------- |
| 总计                   |                                               |          | 461 | 882  | 28,372 | 415,888,354 |
| 克里米亞自治共和國     | 辛菲罗波尔                                    | 26,100   | 16  | 56   | 947    |             |
| 文尼察州               | 文尼察                                        | 26,501.6 | 18  | 29   | 1,456  | 1,529,123   |
| 沃倫州                 | 卢茨克                                        | 20,135.3 | 11  | 22   | 1,054  | 1,027,397   |
| 第聂伯罗彼得罗夫斯克州 | 第聂伯罗                                      | 31,900.5 | 20  | 45   | 1,436  | 3,142,035   |
| 顿涅茨克州             | 顿涅茨克 （法律上） 克拉马托尔斯克 （事实上） | 26,505.7 | 52  | 131  | 1,115  | 4,100,280   |
| 日托米爾州             | 日托米尔                                      | 29,819.2 | 12  | 43   | 1,613  | 1,195,495   |
| 外喀爾巴阡州           | 乌日霍罗德                                    | 12,771.5 | 11  | 19   | 578    | 1,250,129   |
| 扎波羅熱州             | 扎波罗热                                      | 27,168.5 | 14  | 22   | 914    | 1,666,515   |
| 伊万诺-弗兰科夫斯克州  | 伊万诺-弗兰科夫斯克                           | 13,894.0 | 15  | 24   | 765    | 1,362,109   |
| 基輔州                 | 基辅                                          | 28,118.9 | 26  | 30   | 1,126  | 1,788,530   |
| 基洛夫格勒州           | 克羅皮夫尼茨基                                | 24,577.5 | 12  | 27   | 991    | 920,128     |
| 盧甘斯克州             | 卢甘斯克                                      | 26,672.5 | 37  | 109  | 780    | 2,121,322   |
| 利沃夫州               | 利沃夫                                        | 21,823.7 | 44  | 34   | 1,850  | 2,497,750   |
| 尼古拉耶夫州           | 尼古拉耶夫                                    | 24,587.4 | 9   | 17   | 885    | 1,108,394   |
| 敖德薩州               | 敖德萨                                        | 33,295.9 | 19  | 33   | 1,122  | 2,368,107   |
| 波爾塔瓦州             | 波尔塔瓦                                      | 28,735.8 | 16  | 20   | 1,805  | 1,371,529   |
| 羅夫諾州               | 罗夫诺                                        | 20,038.5 | 11  | 16   | 999    | 1,148,456   |
| 蘇梅州                 | 苏梅                                          | 23,823.9 | 15  | 20   | 1,455  | 1,053,452   |
| 捷爾諾波爾州           | 捷尔诺波尔                                    | 13,817.1 | 18  | 17   | 1,023  | 1,030,562   |
| 哈爾科夫州             | 哈尔科夫                                      | 31,401.6 | 17  | 61   | 1,673  | 2,633,834   |
| 赫尔松州               | 赫尔松                                        | 28,449   | 9   | 31   | 656    | 1,016,707   |
| 赫梅利尼茨基州         | 赫梅利尼茨基                                  | 20,636.2 | 13  | 24   | 1,414  | 1,243,787   |
| 切爾卡瑟州             | 切尔卡瑟                                      | 2,0891   | 16  | 14   | 824    | 1,178,266   |
| 切爾諾夫策州           | 切尔诺夫策                                    | 8,093.6  | 11  | 8    | 398    | 896,566     |
| 切爾尼戈夫州           | 切尔尼戈夫                                    | 31,851.3 | 1   | 29   | 1,464  | 976,701     |
| 基輔                   |                                               | 323.9    | 1   |      |        | 2,962,180   |
| 塞瓦斯托波爾           |                                               | 416.6    | 2   | 1    | 29     |             |

### 軍事
烏克蘭軍隊建於1991年8月24日，其軍事勢力主要繼承前蘇聯，當時有約70萬武裝部隊成員駐紮在烏克蘭境內，還包括約1,300件核武器。:181-182烏軍獨立之後，一直保持「無核、中立、不結盟」的政策，參與了里斯本議定書，銷毀所有戰略核武器。建國之初，烏克蘭主張不對周邊國家提出領土要求；和周邊國家和平共處；有爭議問題不使用武力。:191 在此政策下，烏克蘭裁減了數十萬的軍隊。:183目前的軍隊包括196,600名現役人員和大約900,000名預備役人員。烏克蘭軍隊由陸軍、海軍、空軍和預備役組成，行征兵制，18至25歲的男性必須服兵役。

### 外交
烏克蘭處於歐洲地緣政治中心的敏感地帶。1990年10月19日，烏克蘭最高拉達通過修改憲法，規定奉行獨立、中立、不結盟和無核化的政策。
在克拉夫丘克任總統時，烏克蘭致力發展與美國和歐盟等西方國家的關係，以制衡俄羅斯。1991年，烏克蘭加入「北大西洋合作理事會」。1994年，參與了北約的「和平伙伴關係計劃」。美國方面，烏克蘭政府雖然重視對美關係，但烏克蘭議會遲遲沒有批准〈第一階段削減戰略武器條約〉，烏美關係一度陷入緊繃。俄羅斯方面，分割黑海艦隊、克里米亞、銷毀核武器等問題使兩國關係陷入疆局。1992年，俄烏簽定了《達戈梅斯協議》，確定兩國「双方将作为友好国家来处理彼此关系」。:93-95
庫奇馬執政其間，他同時重視與俄羅斯的關係，也同時重視與西方國家的關係。美國方面，1994年、1995年，兩國元首先後互訪。美國給予烏克蘭經濟援助，以支持烏克蘭進行經濟改革。在俄羅斯方面，庫奇馬任內，俄烏間的緊張關係得到融解。1997年，俄烏雙方簽署協定，解決了黑海艦隊的問題。1997-1998年，雙方簽訂了多份的經濟合作協議。2003年，刻赤海峽危機影響了雙方的關係，其後，雙方簽定協議，將亞速海和刻赤海峽歸為俄烏雙方內水，並共同組建組織以管理刻赤海峽的事務。歐盟方面，1994年，歐盟通過了「對烏克蘭的行動計劃」，撥款8500萬歐洲貨幣單位，以協助維持烏克蘭財政支付平衡。1995年11月，烏克蘭加入歐洲委員會。1998年，烏克蘭正式提出《烏克蘭與歐盟一體化戰略》，將加入歐盟定為戰略目標。:96-99
尤先科任內，他的外交政策上「排俄親西」，烏俄關係降至冰點。美國方面，2005年，兩國元首先後互訪，美烏兩國發表聯合聲明，美國承諾協助烏克蘭加入世界貿易組織，並簽署多份協議。2006年，美國參議院通過法案，支持烏克蘭加入北約，並給予經濟援助。俄羅斯方面，橙色革命後，兩國在能源、黑海艦隊駐軍，邊境問題齟齬不斷。2005年，烏克蘭和其他國家成立了「民主選擇共同體」，引起了俄國不滿，繼而引發2006年初的俄烏天然氣危機。:99-100
亞努科維奇任總統其間，極力改善惡化的俄烏關係。他任內，和俄方簽定了天然氣價格和黑海艦隊等協議，黑海艦隊得以在烏克蘭再駐扎多30年。歐盟方面，推進了與歐盟的互免簽證和建立自由貿易區的合作，推動烏歐一體化。同時，烏克蘭拉達簽定了《烏克蘭內外政策原則法》，明確規定烏克蘭不加入北約。2012年底，烏克蘭和歐盟草議了聯絡國協定，但在俄方壓力之下，亚努科维奇当局決定暫緩該協定，引起不滿，爆發大型示威（廣場革命）。:101-102，此后，亚努科维奇叛逃至俄罗斯并随即被议会解除总统职务。俄国趁此机会派兵侵占了克里米亚和乌克兰东部部分地区。
2014年俄国入侵烏克蘭後，烏克蘭以歐盟、北約為優先發展方向，實行「一面倒」的外交政策。2014年9月，議會批准了歐盟的聯絡國協定。2014年12月23日，烏克蘭以绝对多数票通过放弃不结盟地位法案，决定加强与北约合作。2016年1月，烏歐的自貿區協定正式生效。2020年6月，烏克蘭取得北约机会增强伙伴国地位（Enhanced Opportunities Partner）。自俄羅斯于2014年2月20日派兵入侵克里米亞以來，烏俄關係急速惡化。2018年，烏方宣布廢除《乌俄两国友好合作伙伴关系条约》。同年年末，三艘乌海军军舰進入刻赤海峽，俄烏雙方爆發衝突。同年，乌克兰自主东正教会宣布脱离俄罗斯东正教会。2022年2月，俄国对乌克兰发动全面入侵，同月乌俄断交。 2022年6月23日，乌克蘭成為欧盟候选国。

## 文化

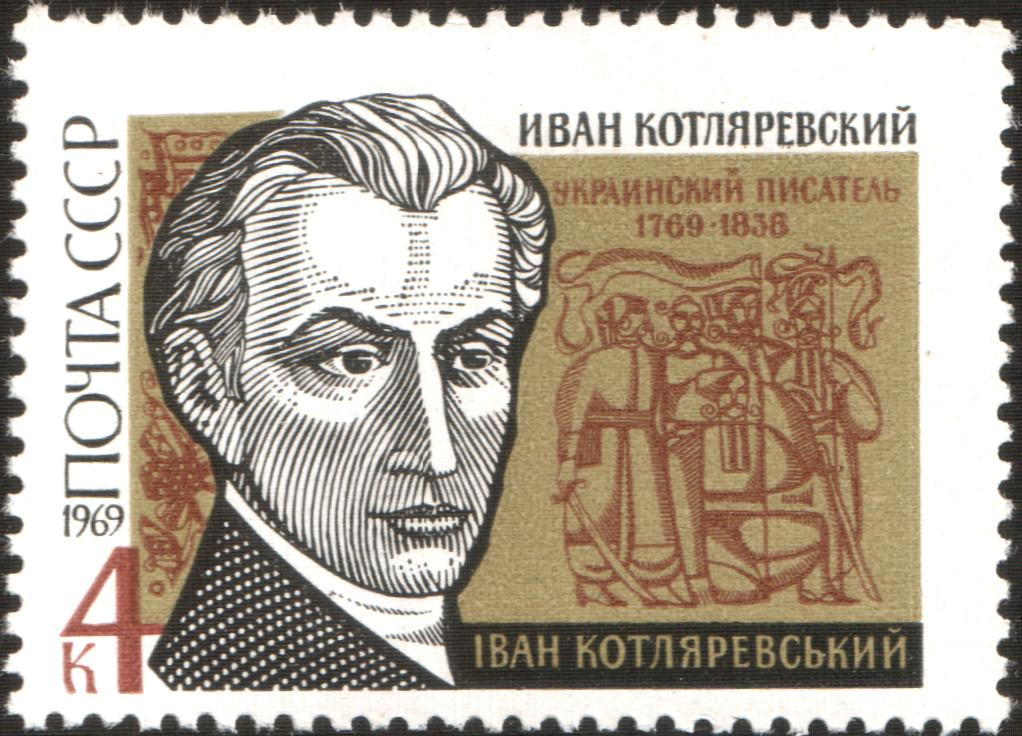
伊万·佩特罗夫奇·科特利亚列夫斯基被称为“乌克兰文学之父”

### 文學
烏克蘭最早的文學是民間口頭文學，書面文學則產生於11世紀初，有《往年紀事》、《伊戈爾》等。在13世紀，因為先後被多個外族入侵，文學衰退。16世紀中葉，烏克蘭文學脫離了宗教，成為了世俗文學，有格拉西姆·斯莫特里茨基《天堂的鑰匙》。17世紀，烏克蘭文學體裁起了變化，出現了勇士小說和較為原始的戲劇。
在18世纪乌克兰文学作品迎来井喷期之前，许多乌克兰作家创作时仍使用拉丁语和古教會斯拉夫語写作。有说法认为，乌克兰文学最初始于1798年伊万·佩特罗夫奇·科特利亚列夫斯基的诗作《艾涅依達》——该作是首部使用乌克兰语进行创作的出版文学作品。科特里亚列夫斯基也凭借这部作品和自己在乌克兰文学方面做出的巨大贡献，被后人称作“乌克兰文学之父”。1834年，赫利霍里·科维卡·奥斯诺维亚年科所做的小说《玛鲁西亚》开创了现代乌克兰散文的先河。

### 藝術
建筑

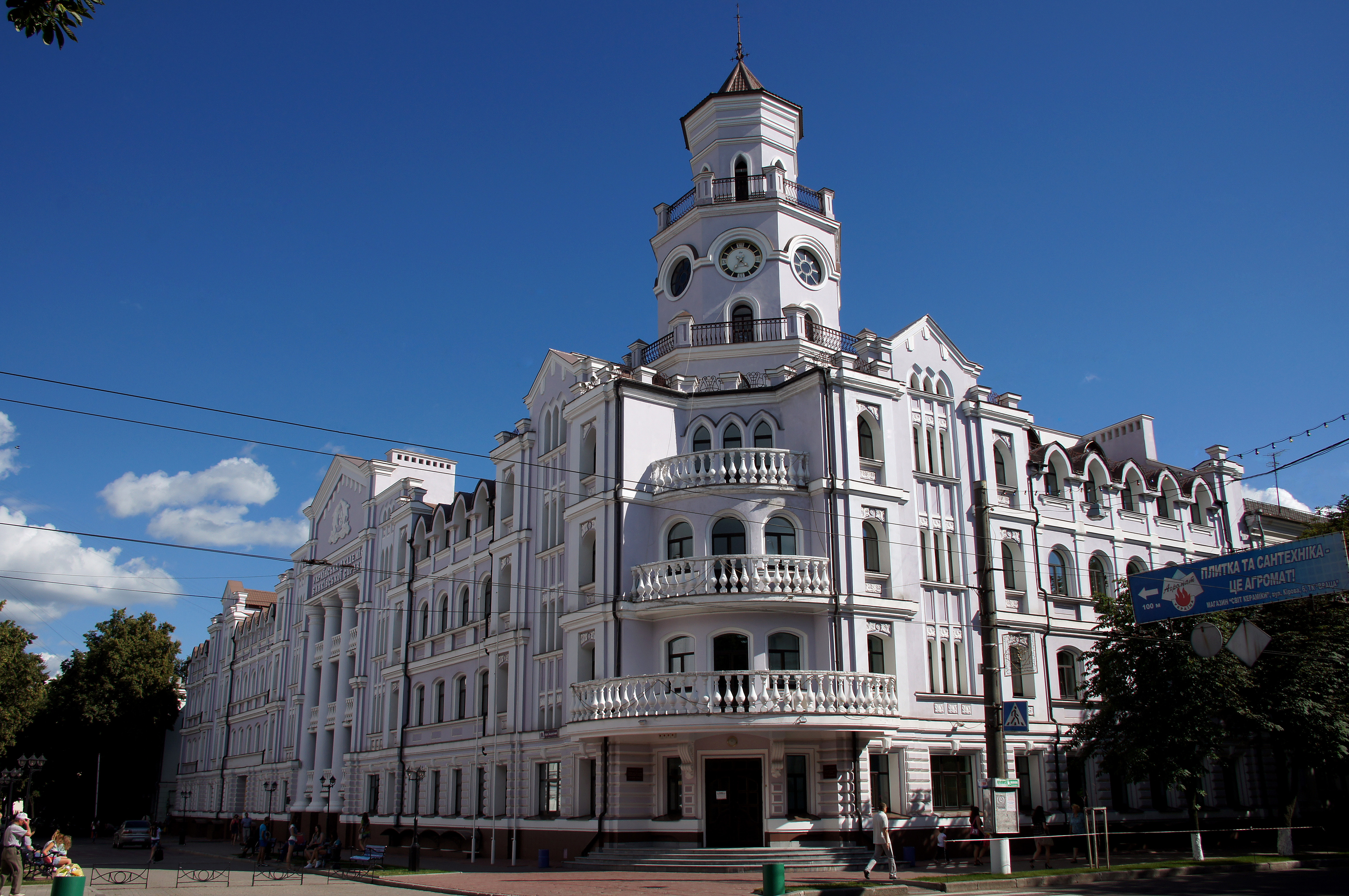
乌克兰国家银行银行学院主楼

乌克兰建筑风格在不同地区、不同时间都各不相同；建筑的设计也受到了对应时期的政治和经济环境的影响。
从基辅罗斯时期起，由于战争频繁发生，所以建筑艺术具有“筑城”特点，主要突出城堡的威严和雄伟，忽视了建筑的美观程度。13世纪至18世纪中期，乌克兰的建筑风格在基辅罗斯时期的基础上进行了进一步发展和完善。18世纪末至19世纪前叶，乌克兰建筑艺术逐渐转向欧洲古典主义，乌克兰开始流行建设罗曼式建筑，并尽力追求几何学上的精确性与建筑的合理使用性相结合。加入苏联后，乌克兰建筑逐渐丧失欧式建筑风格，取而代之的是矩形高层建筑。:221
造型艺术

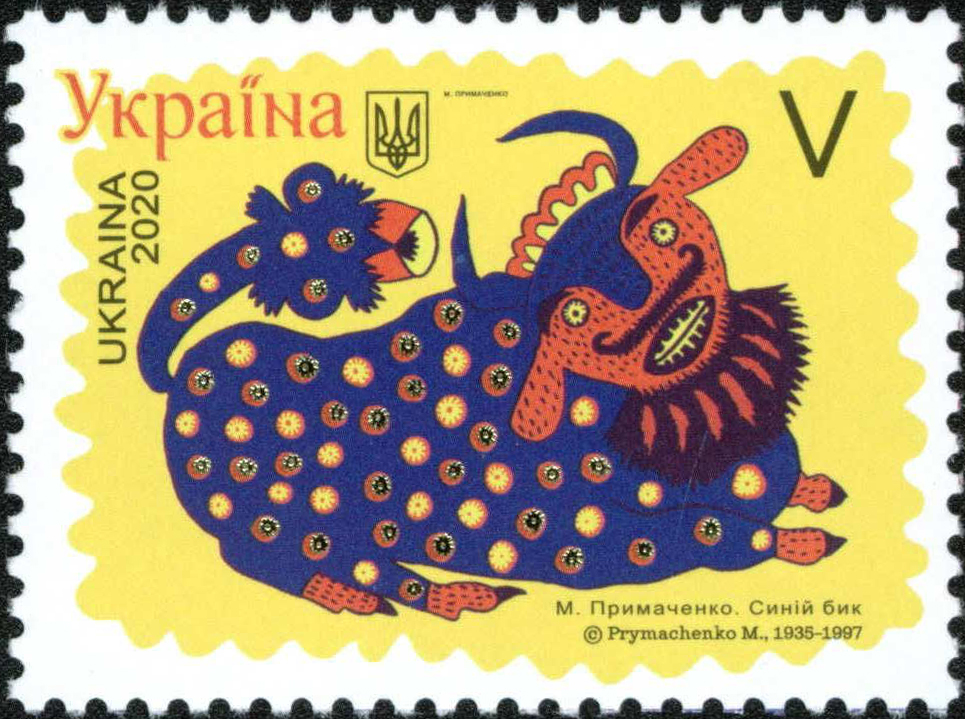
2020年发行的印有玛丽亚·普里马琴科所作《蓝牛》的乌克兰邮票

8世纪与9世纪之交，基辅罗斯国开始形成独特的艺术文化。10至11世纪，基辅罗斯在壁画和镶嵌艺术画两方面逐渐有所建树。这种画与建筑风格相结合，形成一种和谐统一的有机艺术合成体。16至17世纪，受西欧工匠的影响，乌克兰的既有艺术风格开始与欧洲文艺复兴时期的风格有所结合。17至18世纪，乌克兰民间传统造型艺术逐渐与巴洛克艺术相结合；17世纪后，人像画在相当长一段时间内都特别盛行。18世纪初时，已有不少精美的陶瓷雕塑诞生。18世纪下半期到19世纪及20世纪初，乌克兰在架上雕塑（如半身人物像、塑像等）创作方面取得较大进步。同时，木雕、漆画、不同材料粘合组合画、水彩画也得到广泛发展。:222加入苏联后，乌克兰的艺术作品大多是具有政治宣传意义的装饰城市的大型雕塑和绘画，其中包括英雄人物、工农兵群像等；其中较具代表性的是目前藏于基辅卫国战争纪念馆的雕塑群。1991年乌克兰独立后，由于多元意识形态的影响，各种艺术创作思想、流派均自由发展；乌克兰的艺术发展也因此进入了新的时期。:223
近几年来，每年5月份举办的基辅城市节，均有艺术品展卖活动，其中有不少专业美术家和民间的造型艺术作品。:223

### 音樂

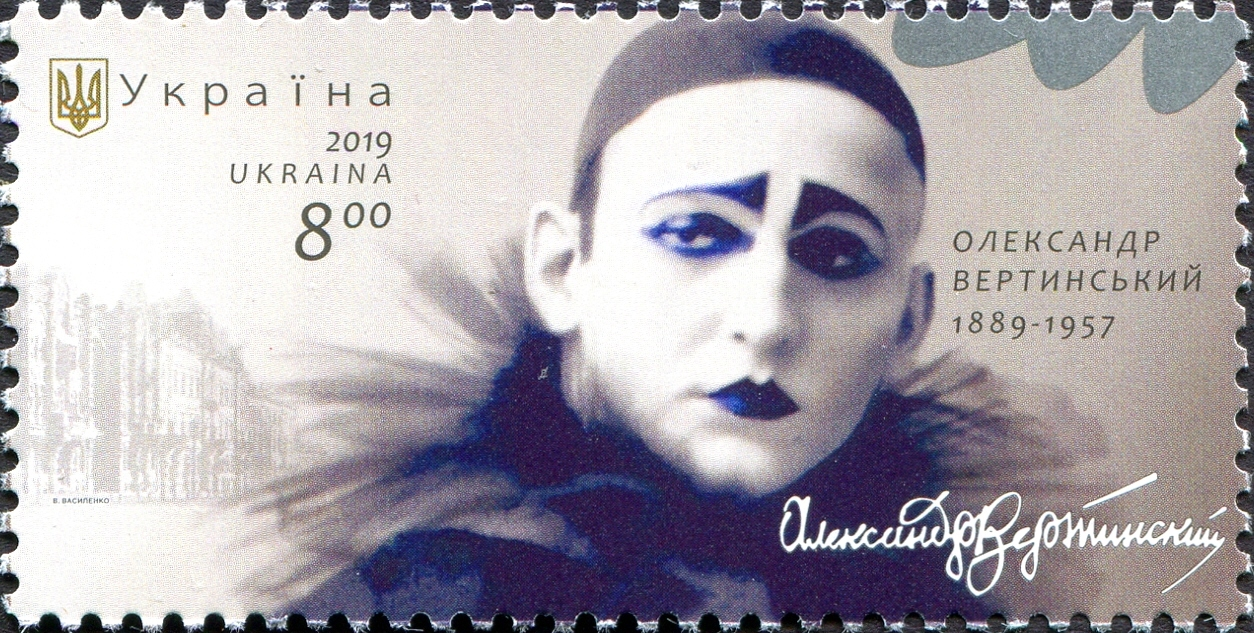
乌克兰于2019年发行的俄罗斯帝国时期基辅歌手亚历山大·尼古拉耶维奇·维京斯基纪念邮票

乌克兰音乐有浓厚的东西欧音乐元素相融合的特点。乌克兰还是俄罗斯帝国时期的音乐中心；帝国第一所专业音乐学院于18世纪中叶在乌克兰境内开办，培养了一众音乐家和作曲家。著名的作曲家有米哈伊爾·韋爾比斯基、尼古拉·萊森科、列夫·盧布斯基、格里果里·韋列夫卡、康斯坦丁·丹克維奇等等。:118

### 戲劇和電影
乌克兰最早的戏剧要追溯至17世纪初耶稣会为宣传教会在乌克兰各个学校表演的西欧风格戏剧。有记载称，利沃夫在1619年8月29日曾有过两场乌克兰语戏剧表演。17至18世纪，乌克兰各地掀起了一股表演圣诞剧的浪潮。1789年，哈尔科夫建成了乌克兰第一座戏院。19世纪后，剧院在各地逐渐开始涌现；1864年，利沃夫建成了乌克兰第一家职业戏院。
乌克兰电影风格持续受到来自俄罗斯和西欧的影响；对于双方影响究竟孰多孰少，目前仍有争议。 1911年，首部烏克蘭制作的無故事影片《札波羅熱塞契》上映。:119目前为止，乌克兰电影业比较成功的作品普遍着眼于乌克兰劳动人民、乌克兰的故事和事件；其中较为著名的作品有《战舰波将金号》《持攝影機的人》等。乌克蘭著名的電影制片廠有基輔國家電影制片廠、敖德薩電影制片廠、雅爾塔電影制片廠等。:119

### 体育

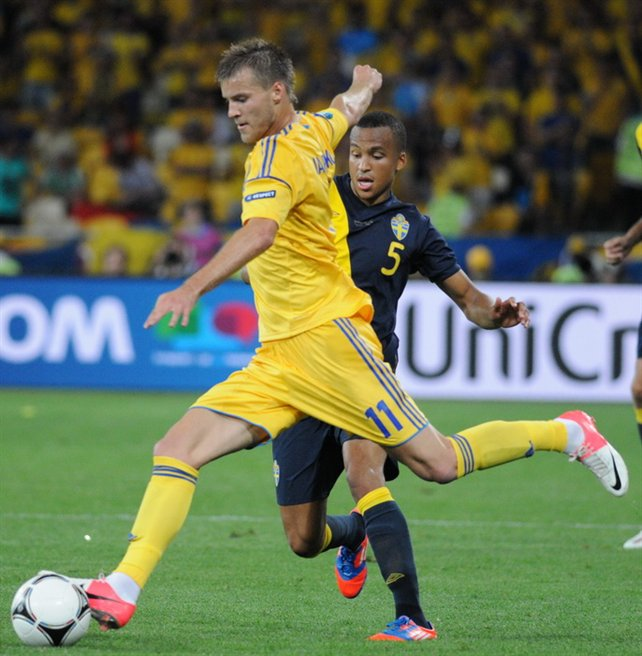
安德烈·亚尔莫连科代表烏克蘭國家足球隊参加2012年欧洲杯

在十月革命前夕，乌克兰全国已建立起196个体育俱乐部、体育协会及其他体育组织。1929年为止，全国已有1950个体育团体。1950年，乌克兰建立了全国志愿体育运动协会；1951年时，加入这一协会的人数已达92.2万。20世纪70年代至80年代，为了把加强群众体育运动与提高运动技巧结合起来，乌克兰一些重要工业企业成立了工业企业运动俱乐部，其中一些大型俱乐部具有全国性行业性质。在农村，也建立一批跨农庄的运动俱乐部。在1971至1975年期间，乌克兰新建了52个体育场、2940个体操馆；1985年，乌克兰全国拥有的体育场总数达到954座，另有游泳馆396座、室内体育馆1.47万座，运动广场12.29万个。:225苏联解体后，乌克兰继承了苏联体育运动的相当大一部分遗产，其中就包括这些体育设施。然而，由于解体后全国经济发展遭遇严重困难，整个90年代乌克兰体育设施的发展完全处于停顿状态。:225
足球方面，乌克兰最高级别的职业足球联赛是烏克蘭足球超級聯賽，其中最著名的两支队伍分别是基辅迪纳摩和顿涅茨克矿工。其中，基辅迪纳摩曾夺得欧洲优胜者杯2次、欧洲超级杯1次，并夺得苏联顶级足球联赛冠军13次、乌克兰足球超级联赛冠军12次。很多乌克兰人对足球感兴趣是因为受到前蘇聯國家足球隊队员伊戈尔·别拉诺夫和奥列格·布洛欣的影响；两者都曾获得过金球奖。苏联解体后，乌克兰唯一接受过金球奖的球员是安德烈·舍甫琴科；该球员在2006年带领乌克兰国家足球队一度挺进世界杯8强，最终输给了当年的冠军意大利。
除了足球，乌克兰在重量级拳击领域亦有不错的成绩——世界冠军兄弟维塔利·克利奇科和弗拉迪米尔·克利奇科也来自乌克兰。
1994年，乌克兰首次参加冬季奥林匹克运动会；此后，乌克兰参加夏季奥林匹克运动会4次，夺得96枚奖牌，表现比冬季奥运会好得多——乌克兰国家队仅在4次冬奥会中获得5枚奖牌。目前，乌克兰历届奥运会的金牌总数位列全球第35位。
除此之外，手球、网球、橄榄球、篮球、体操和冰球运动在乌克兰也很受欢迎。

### 音樂

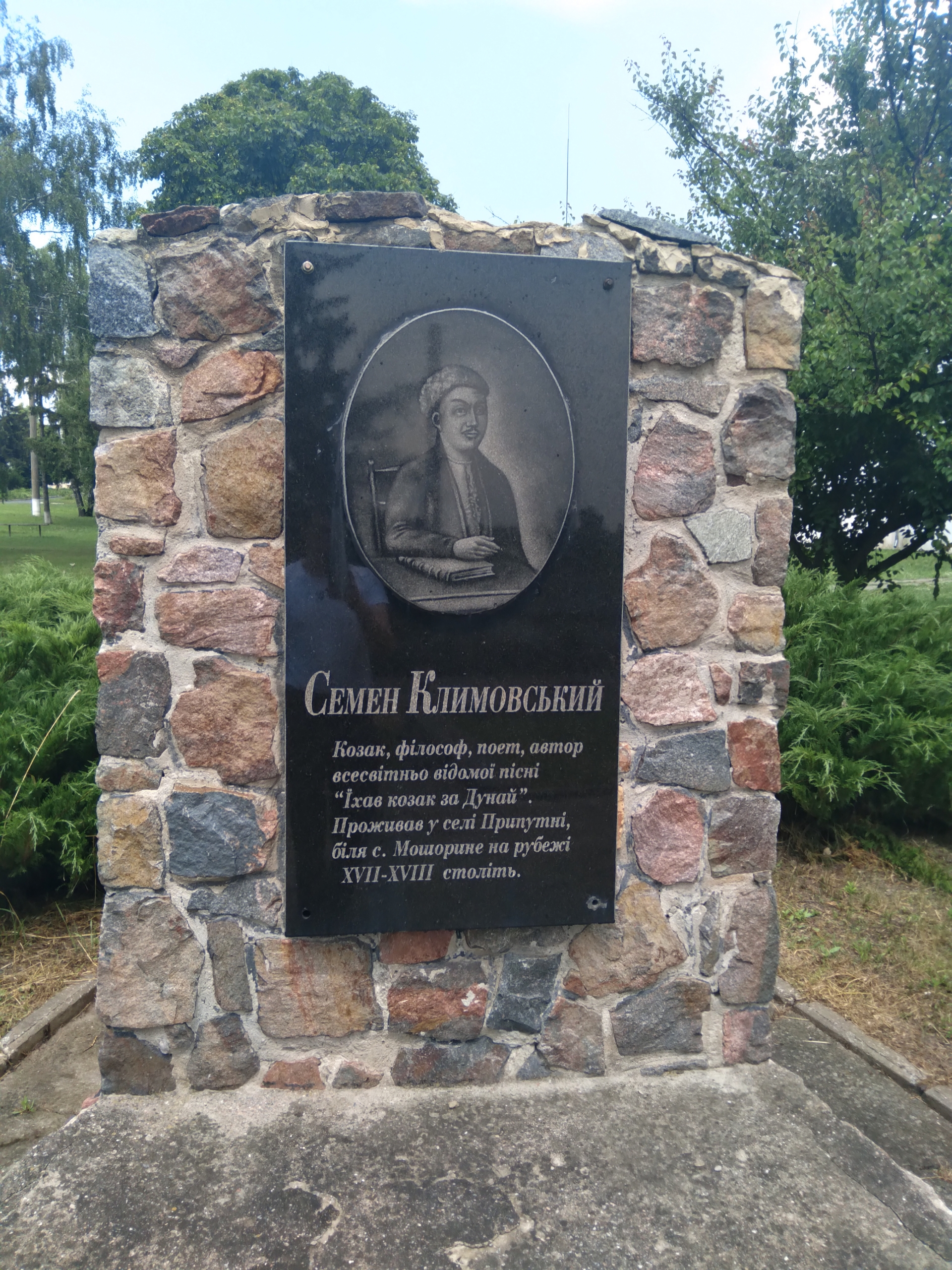
謝苗·克雷莫夫斯基紀念碑，烏克蘭多首民謠的作者

烏克蘭音樂和歌曲遺產的主要部分是在 16 至 17 世紀哥薩克人的鼎盛時期形成的，當時正值波蘭、俄羅斯和奧斯曼帝國向烏克蘭族土地擴張的艱難時期。描繪了烏克蘭人反抗波蘭、俄羅斯、韃靼-土耳其侵略者的鬥爭，以及鬥爭時期人民的日常生活。

### 媒體
烏克蘭電視台有乌克兰国家电视1台、国际电视台、新频道、1+1、ICTV、五频道和基辅电视台等。其中乌克兰国家电视1台為國營，其他為私營。烏克蘭全國有40多个全国广播的电台，100多个地方电台，影响较大的有烏克蘭國家電視廣播公司、基辅市广播电台、“自由”电台、“金门”电台等。

### 來源
1. ↑  . 乌克兰驻华大使馆.   [2023-03-24]. （原始内容存档于2023-03-24）.
2. 1 2 3  . ukrcensus.gov.ua. Ukrainian Office of Statistics.   [2010-04-17]. （原始内容存档于2008-03-23）.
3. ↑  . imf.org. International Monetary Fund. 2024-10-22  [2024-10-26].
4. 1 2 3 4  . World Economic Outlook Database. International Monetary Fund (IMF). 2023-04  [2023-04-20]. （原始内容存档于2023-04-20）.
5. ↑   (PDF). United Nations Development Programme. 2020-12-15: 343–346  [2020-12-16]. ISBN 978-92-1-126442-5. （原始内容存档 (PDF)于2020-12-15）.
6. 1 2 3  State Statistics Service of Ukraine.  (PDF).   [2023-02-04]. （原始内容 (PDF)存档于2022-04-06）.，數字不包括克里米亞半島
7. ↑  . www.msn.com.   [2025-02-26].
8. ↑  中央通訊社. . 中央社 CNA. 2025-02-22  [2025-02-26] （中文（臺灣））.
9. ↑  . The Economist. 2014-02-05  [2014-05-12]. （原始内容存档于2014-04-16）.
10. ↑  Petrukhin 2007，第245頁.
11. ↑  Noonan 2001，第81頁.
12. ↑  Korobkin 1998，第xxvii頁.
13. ↑  Golb & Pritsak 1982，第15頁.
14. ↑  Petrukhin 2007，第257頁.
15. 1 2 3  Kohen 2007，第107頁.
16. ↑  Noonan 1999，第502–3頁.
17. ↑  Noonan 1999，第508頁.
18. ↑  Petrukhin 2007，第259頁.
19. ↑  Howorth 1870，第182–192頁.
20. ↑  Petrukhin 2007，第262頁.
21. ↑  Norris, Robert S.  [苏联核分布]. Arms Control Today (军备控制协会（英语：Arms Control Association）). 1992年1—2月, 22 (1): 24—31. JSTOR 23624674 （英语）.
22. ↑   [实施医疗改革：导航员支持协议、纳税申报更新等（4月6日更新）]. Forefront Group. 2015-04-02  [2022-03-10] （英语）.
23. ↑  Schneider, Barry R.; Dowdy, William L.  [远离核边缘：减少和应对核威胁]. 伦敦: F. Cass. 1998. ISBN 0-7146-4856-6. OCLC 38199723 （英语）.
24. ↑  Pikayev, Alexander A.  [后苏联的俄罗斯与乌克兰：谁可以按动按钮？]. The Nonproliferation Review（英语：Middlebury Institute of International Studies at Monterey）. 1994-09, 1 (3): 31—46  [2022-03-10]. ISSN 1073-6700. doi:10.1080/10736709408436550. （原始内容存档于2022-06-08） （英语）.
25. ↑  Budjeryn, Mariana.  [乌克兰无核化是失误吗？]. 世界事务（英语：World Affairs）. 2016年9月, 179 (2): 9—20  [2022-03-10]. ISSN 0043-8200. doi:10.1177/0043820016673777. （原始内容存档于2022-06-10） （英语）.
26. ↑  . BBC News 中文.   [2022-02-27]. （原始内容存档于2022-02-27） （中文（简体））.
27. ↑  . 中央社. 2022-02-24  [2022-03-22]. （原始内容存档于2022-04-14） （中文（臺灣））.
28. ↑  . Yahoo新聞. 2022-02-24  [2022-02-24]. （原始内容存档于2022-04-18）.
29. ↑  . 中国人大网. 2011-06-02  [2023-02-04]. （原始内容存档于2022-10-20）.
30. ↑  Peterson, Nolan. . Newsweek. 2017-02-26  [2019-07-09]. （原始内容存档于2020-10-25）.
31. ↑  . State Statistics Service of Ukraine.   [2019-07-09]. （原始内容存档于2012-08-05）.
32. 1 2 3  謝國斌.  (PDF). 台灣國際研究季刊. 2015, 11 (3): 129-53  [2019-12-29]. （原始内容存档 (PDF)于2020-08-04）.
33. ↑  . BBC News. 2022-05-13  [2023-02-04]. （原始内容存档于2023-02-03）.
34. ↑  《大英百科全书》中的条目：乌克兰（英文）
35. ↑  Тітарова, Дарія; Український культурний фонд. . 基辅: УКРАЇНЕР. 2021-10-15: 621-667. ISBN 978-617-642-593-9. OCLC 1349229780.
36. ↑  . United Nations Educational, Scientific and Cultural Organisation (UNESCO). UN.   [2008-07-08]. （原始内容存档于2019-05-18）.
37. ↑  . Pew Research Center's Religion & Public Life Project. 2017-05-10  [2022-03-05]. （原始内容存档于2017-05-10）.
38. ↑  . Pew Research Center's Religion & Public Life Project. 2017-11-10  [2022-03-05]. （原始内容存档于2021-01-25）.
39. ↑  .   [2022-03-05]. （原始内容存档于2021-08-15）.
40. ↑   [宗教、教會、社會與國家：獨立廣場事件兩年後] (PDF), Kyiv: Razumkov Center in collaboration with the All-Ukrainian Council of Churches: 22, 27, 2016-05-26  [2019-01-07], （原始内容 (PDF)存档于2017-04-22） （乌克兰语）
41. ↑  . socis.kiev.ua.   [2021-08-22]. （原始内容存档于2019-12-18） （乌克兰语）.
42. 1 2   [宗教、教會、社會與國家：獨立廣場事件兩年後] (PDF), Kyiv: Razumkov Center in collaboration with the All-Ukrainian Council of Churches (sample of 2,018 people): 22, 29, 2016-05-26  [2019-01-07], （原始内容 (PDF)存档于2017-04-22） （乌克兰语）
43. ↑  譚武軍. . 环球日报.   [2007-03-27]. （原始内容存档于2009-01-13）.
44. ↑  . The Washington Post.   [2024-01-24]. （原始内容存档于2023-08-10） （英语）.
45. ↑  . The Guardian.   [2024-01-24]. （原始内容存档于2023-07-19） （英语）.
46. ↑  . Al Jazeera.   [2024-01-24]. （原始内容存档于2024-02-05） （英语）.
47. ↑  . KYIV INTERNATIONAL INSTITUTE of SOCIOLOGY.   [2024-07-02]. （原始内容存档于2024-05-28） （英语）.
48. ↑  .   [2023-08-28]. （原始内容存档于2023-08-24） （乌克兰语）.
49. ↑  . Deutsche Welle. 2023-12-14  [2024-07-02]. （原始内容存档于2024-05-27） （俄语）.
50. ↑  . Euronews.   [2024-07-02]. （原始内容存档于2024-04-17） （俄语）.
51. ↑  . 2024-05-17 （乌克兰语）.
52. ↑  . Human Rights Watch. 2024-06-20  [2024-07-02]. （原始内容存档于2025-02-17） （英语）.
53. ↑  . （原始内容存档于2022-12-21） （俄语）.
54. ↑  . Voice of America. 2023-05-08  [2023-05-23]. （原始内容存档于2023-05-20） （俄语）.
55. ↑  . POLYGRAPH.info. 2023-05-05  [2023-05-23]. （原始内容存档于2023-05-15） （英语）.
56. ↑  刘国远. . 新华网. 新華社. 2008-05-16  [2008-05-19]. （原始内容存档于2008-05-23） （中文（中国大陆））.
57. ↑  . worldstell association.   [2023-02-04]. （原始内容存档于2023-01-07）.
58. ↑  .   [2023-02-04]. （原始内容存档于2023-01-23）.
59. ↑  . www.unian.info.   [2019-02-07]. （原始内容存档于2022-02-15）.
60. ↑  . static.rada.gov.ua.   [2020-12-12]. （原始内容存档于2021-06-05）.
61. ↑  Regions of Ukraine and their composition （页面存档备份，存于）. Verkhovna Rada website.
62. ↑  Politics and society in Ukraine （页面存档备份，存于） by Paul D'Anieri, Robert Kravchuk, and Taras Kuzio, Westview Press, 1999, ISBN 0-8133-3538-8 (page 292)
63. ↑  . terms.naer.edu.tw.   [2022-03-24]. （原始内容存档于2022-05-04）.
64. ↑  Walters, Alex. . Forces Network.   [2023-02-04]. （原始内容存档于2022-02-27）.
65. ↑  Hajda, Lubomyr A. et. al. . Encyclopedia Britannica.   [2023-01-12]. （原始内容存档于2020-01-24）.
66. 1 2  . 中華人民共和國外交部. 2022-09  [2023-02-04]. （原始内容存档于2020-08-13）.
67. ↑  黄登学; 丁一飞. . 当代世界社会主义问题. 2020, 143 (1): 84-91.
68. ↑  中國大百科全書編委會. . 北京: 中國大百科全書出版社. 1982.
69. 1 2  Ukrainian literature // Encyclopædia Britannica 15th ed. (second version, Micropædia) Vol. 12: (1985–2010). 948 p.: p. 111 （英語）
70. 1 2  Ukrainian literature // Encyclopædia Britannica Online, 2019 （英語）
71. ↑  Parody and Burlesque （页面存档备份，存于） // Hardie, Philip. The Last Trojan Hero: A Cultural History of Virgil's Aeneid. London: Bloomsbury Publishing. 2014. 264 p: 187 （英語）
72. ↑  . www.encyclopediaofukraine.com.   [2023-01-08]. （原始内容存档于2018-05-11）.
73. ↑  . Internet Encyclopaedia of Ukraine. Canadian Institute of Ukrainian Studies. 2001  [2022-03-12]. （原始内容存档于2020-09-17）.
74. ↑  . Nat Geo Music (National Geographic Society).   [2022-03-12]. （原始内容存档于2011-05-15）.
75. ↑  . litopys.org.ua.   [2021-03-09]. （原始内容存档于2020-10-01）.
76. ↑  Литературная энциклопедия 1929—1939, Article "Вертепная драма".
77. ↑  Ivan Katchanovski; Kohut, Zenon E.; Nebesio, Bohdan Y.; Yurkevich, Myroslav. . Scarecrow Press. 2013-07-11: 254. ISBN 978-0-8108-7847-1 （英语）. From the early 19th century, Kharkiv became an important center of the Ukrainian cultural renaissance. Classicist writer Hryhorii Kvitka-Osnovianenko lived and worked there, as did the writers of the Kharkiv romantic laid the foundations of modern Ukrainian literature. Many of the early Ukrainian miscellanies were published there, as well as the first periodicals in Russian-ruled Ukraine, including Ukrainskii vestnik (1816–19) and Ukrainskii zhurnal (1824–25). The first professional theater troupe in Ukraine was established in Kharkiv in 1789, and the earliest modern Ukrainian plays were performed there. A clandestine hromada functioned in the city from the early 1860s, and a Prosvita branch was active after the Revolution of 1905.
78. ↑  . Ukrainian Congress Committee of America. 1947: 253 （英语）. Kharkiv was the first Ukrainian city to boast of a permanent theatrical group (1789).
79. ↑  Академія наук Української. . Editorial Office of the Ukrainian Soviet Encyclopedia, Academy of Sciences of the Ukrainian S.S.R. 1969: 525 （英语）.
80. ↑  . Ukrainian Orthodox Church of the U.S.A. 1987: 176 （英语）.
81. ↑  Zalesʹka Onyshkevych, Larysa M. L.; Revakovych, Marii︠a︡. . Armonk, N.Y.: M.E. Sharpe, Inc. in cooperation with the Shevchenko Scientific Society. 2009  [2023-02-04]. ISBN 978-0-7656-2405-5. OCLC 608691466. （原始内容存档于2023-02-04）.
82. ↑  . AP NEWS. 2022-08-12  [2023-01-09]. （原始内容存档于2023-01-31） （英语）.
83. ↑  . Emerging Europe. 2022-07-18  [2023-01-09]. （原始内容存档于2023-01-09） （英国英语）.
84. 1 2  . Topend Sports.   [2022-03-07]. （原始内容存档于2015-05-02）.
85. ↑  . BetsAPI.   [2022-03-07]. （原始内容存档于2016-11-04）.
86. ↑  . CBC.   [2022-03-07]. （原始内容存档于2022-03-07）.
87. ↑  . Hyperleap.   [2022-03-07]. （原始内容存档于2022-03-07）.
88. ↑  . Klitschko Museum.   [2022-03-07]. （原始内容存档于2017-04-06）.
89. ↑  . Topend Sports.   [2022-03-07]. （原始内容存档于2017-09-25）.
90. ↑  . Olympian Database.   [2022-03-07]. （原始内容存档于2022-03-07）.
91. ↑  中華人民共和國駐烏克蘭大使館. .   [2023-02-11]. （原始内容存档于2023-01-16）.

### 書籍
1. 1 2 3 4 5 6 7 8  保羅·庫比塞克. . 由顏震翻译. 中国大百科全书出版社. 2009. ISBN 9787500082422.
2. 1 2 3 4 5 6 7 8 9  王承宗. . 台北: 三民書局. 2006. ISBN 9571445487.
3. 1 2 3 4 5 6  中國大百科全書編委會 (编). . 北京: 中國大百科全書出版社. 2003: 397-400.
4. 1 2 3 4 5 6 7 8 9 10 11 12 13 14 15 16 17  馬貴友 (编). . 北京: 社會科學文獻出版社. 2003. ISBN 7801499220.
5. 1 2 3 4 5  浦洛基. . 由曾毅翻译. 北京: 中信出版社. 2019. ISBN 9787508671185.
6. ↑  Whittow argues however that: "The title of qaghan, with its claims to lordship over the steppe world, is likely to be no more than ideological booty from the 965 victory." (Whittow 1996，第243–252頁)
7. ↑  Korobkin citing Golb & Pritsak notes that Khazars have often been connected with Kiev's foundations.[12] Pritsak and Golb state that children in Kiev were being given a mixture of Hebrew and Slavic languages names by c. 930.[13] Toch on the other hand is skeptical, and argues that "a significant Jewish presence in early medieval Kiev or indeed in Russia at large remains much in doubt". (Toch 2012，第166頁)
8. ↑  The yarmaq based on the Arab dirhem was perhaps issued in reaction to fall-off in Muslim minting in the 820s, and to a felt need in the turbulent upheavals of the 830s to assert a new religious profile, with the Jewish legends stamped on them. (Golden 2007b，第156頁)
9. ↑  Scholars are divided as to whether the fortification of Sarkel represents a defensive bulwark against a growing Magyar or Varangian threat. (Petrukhin 2007，第247, and n.1頁)
10. ↑  MQDWN or the Macedonian dynasty of Byzantium; SY, perhaps a central Volga statelet, Burtas, Asya; PYYNYL denoting the Danube-Don Pechnegs; BM, perhaps indicating the Volga Bulgars, and TWRQY or Oghuz Turks. The provisory identifications are those of Pritsak. (Kohen 2007，第106頁)
11. ↑  Al-Mas'udi says the king secretly tipped off the Rus' of the attack but was unable to oppose the request of his guards. (Olsson 2013，第507頁)
12. ↑  The letter continues: "I wage war with them. If I left them (in peace) for a single hour they would crush the whole land of the Ishmaelites up to Baghdad." (Petrukhin 2007，第257頁)
13. ↑  From Klavdiy Lebedev (1852–1916), Svyatoslav's meeting with Emperor John I Tzimisces, as described by Leo the Deacon.
14. ↑  Henry Hoyle Howorth argued that the Khazars were the ancestors of contemporary Circassians.[19]
15. 1 2  趙雲中. . 上海: 華東師範大學出版社. 2005. ISBN 7561735537.
16. 1 2 3 4 5 6 7 8 9 10 11 12 13 14 15 16 17 18 19 20 21 22 23 24 25 26 27 28 29 30 31 32 33 34 35 36 37 38  任飛. . 北京: 經濟科學出版社. 2017-06. ISBN 9787514178562.
17. 1 2 3 4  孔林. . 杭州: 浙江工商大學出版社. 2020. ISBN 9787517832638.

## 延伸閱讀
- 聞一. . 北京: 中信出版社. 2016. ISBN 9787508657745.

## 外部連結
- （中文）乌克兰官方网站 （页面存档备份，存于）
- （英文）乌克兰政府门户网站（页面存档备份，存于）
- （乌克兰語）乌克兰总统官方网站（页面存档备份，存于）
- （英文）CIA世界事實：乌克兰（页面存档备份，存于）